# Rochlitzer Porphyr

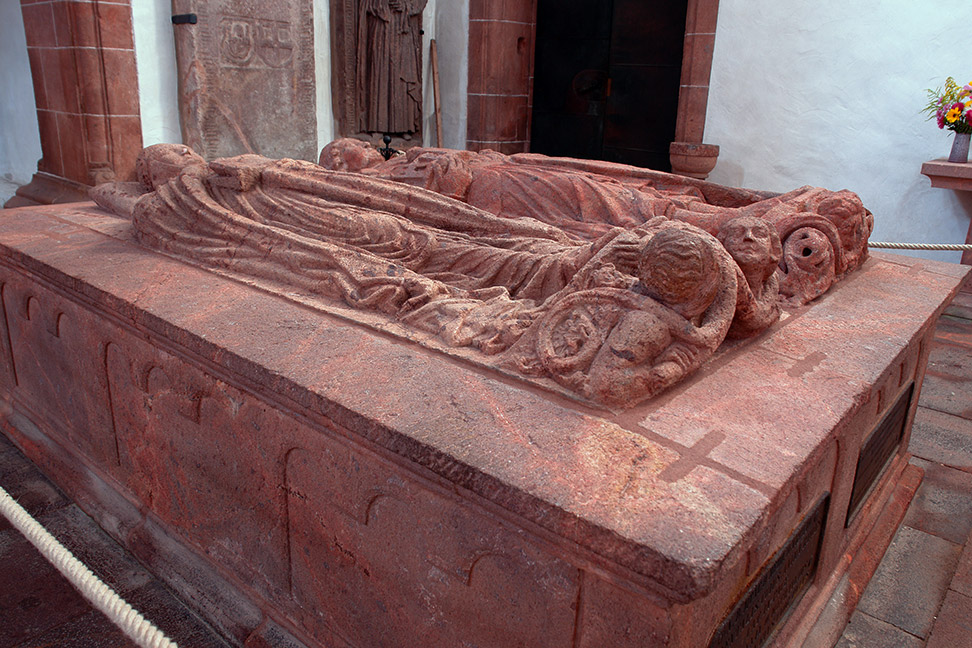
Grab von Dedo V. dem Feisten und seiner Frau im Kloster Wechselburg

Der Rochlitzer Porphyr, auch Rochlitzer Porphyrtuff, ist ein vulkanisches Gestein, das nach moderner petrographischer Nomenklatur als rhyolithischer Tuff bezeichnet wird. Nach seiner Genese handelt es sich um einen Ignimbrit, d. h. um die Ablagerungen eines pyroklastischen Dichtestromes. Der Rochlitzer Porphyr wird am Rochlitzer Berg und in einem kleineren Steinbruch auf der Pappelhöhe bei Rochlitz in Sachsen seit vielen Jahrhunderten als Naturwerkstein abgebaut und ist dadurch mit seinem petrographisch irreführenden Namen („Porphyr“) weit über seine Region bekannt geworden. Zahlreiche kunsthistorisch bedeutsame Bauwerke sind aus Rochlitzer Porphyr errichtet worden. Seit 2022 wird Rochlitzer Porphyrtuff von der International Union of Geological Sciences (IUGS) gemeinsam mit u. a. dem britischen Portland Stone und dem italienischen Carrara-Marmor als IUGS Heritage Stone geführt.

## Gesteinsbeschreibung
Es handelt sich um ein rotes, rotviolettes, braunes, graugelbes Gestein. Oft ist es von unregelmäßigen Klüften durchzogen. Ferner finden sich Schieferfragmente und Sandkörner aus Schichten vom unteren Perm. Der Rochlitzer Porphyr ist ein sehr poröses Gestein und von zahlreichen Einschlüssen wie rundlichen Quarzen und Feldspaten gekennzeichnet. Die Lagerstätte durchziehen zahlreiche gelbliche Bänder.
Die korrekte petrographische Bezeichnung ist (vulkanischer) Tuff, denn das Vorkommen bildete sich als Ablagerung von pyroklastischen Dichteströmen. Das Gestein ist dick gebankt; die Bänke entsprechen einzelnen Dichteströmen.
Der historisch überlieferte Name dieses Bau- und Bildhauergesteines ist nach moderner Gesteinsnomenklatur irreführend, weil Gesteine mit typischen porphyrischen Gefügebildern andere Entstehungsbedingungen hatten. Es ist hierbei auf die unterschiedliche Anwendung in den Fachsprachen der Geologen und der Gesteinsverarbeiter zu achten.
Im 19. Jahrhundert war es in diesem Fall noch nicht getrennt. Der Geologe Carl Friedrich Naumann beschreibt 1836 in seinen Erläuterungen zur geognostischen Charte des Königreiches Sachsen die Gesteinsvorkommen am und um den Rochlitzer Berg. Dazu führte er in Hinblick auf die Lagerstättenverhältnisse aus: Nach ihrer petrographischen Eigenthümlichkeit sind besonders folgende Porphyre zu unterscheiden: 1.) der untere Rochlitzer Porphyr, 2.) der obere Rochlitzer Porphyr, … und weiter …lavendelblaue, perlgraue, fleisch- bis ziegelrothe sehr poröse Grundmasse mit sehr viel Quarzkörnern und wenig Steinmark; die Blasenräume mit hellrothem Thone überzogen; diese Varietät wird vorzüglich als Werkstein geschätzt. Darauf beruht im Wesentlichen die anhaltende Verwendung des Begriffs bei den technisch-handwerklichen Anwendern sowie in architektur- und kunstgeschichtlichen Zusammenhängen.

## Entstehung

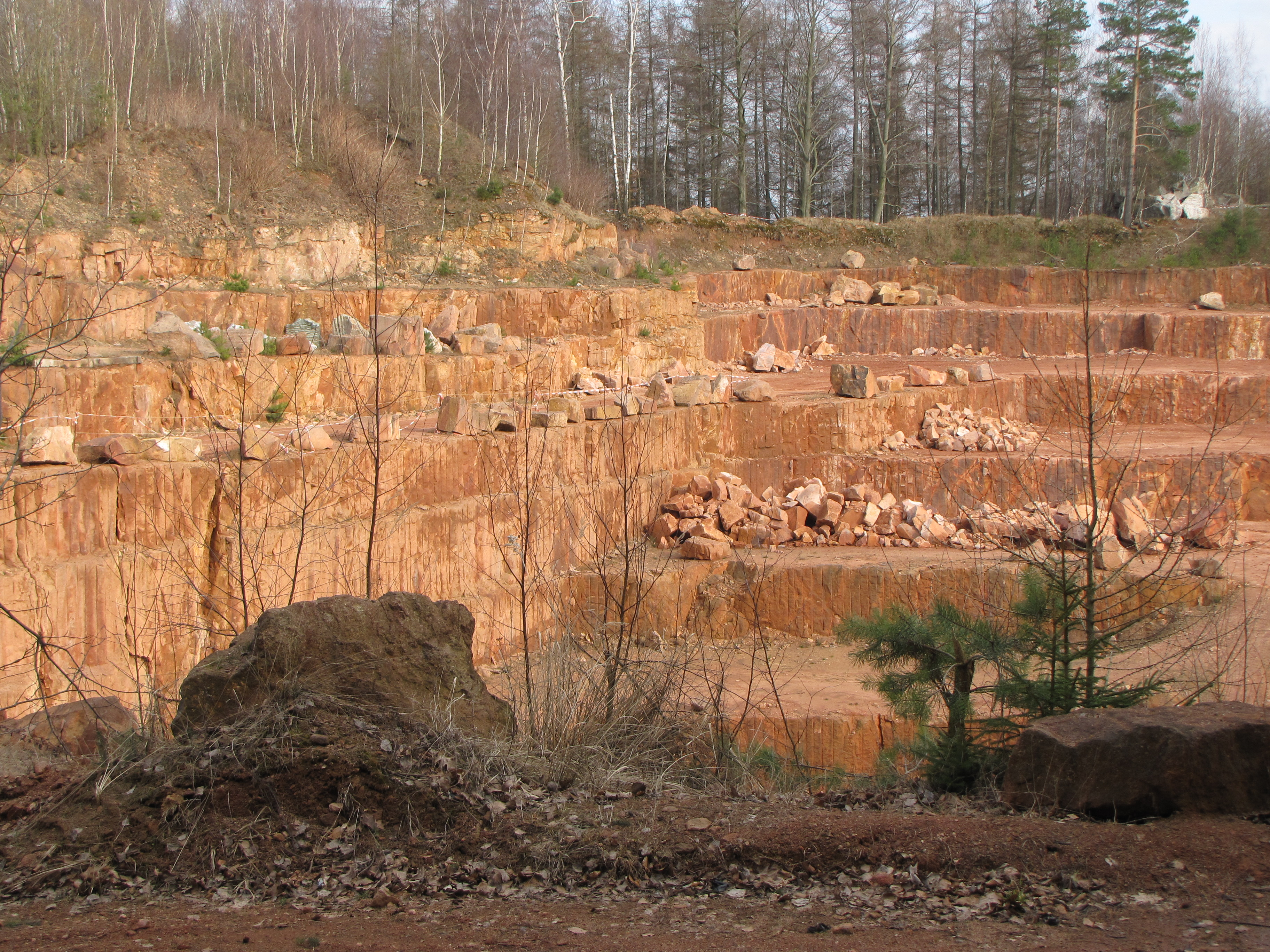
Einzelne Fließeinheiten des „Rochlitzer Porphyrs“

Der Rochlitzer Porphyrtuff entstand durch die Aktivität eines Vulkans im Bereich des Rochlitzer Berges zur Ablagerungszeit des Rotliegend im Unterperm. Das Ausgangsmaterial war ein kieselsäurereiches Magma, welches in gigantischen plinianischen Vulkanausbrüchen in Form von Pyroklastika und Lavaströmen eruptiert wurde. Bedingt durch das kieselsäurereiche Magma wurden die Pyroklastika in erster Linie in Form von pyroklastischen Fließablagerungen sedimentiert. Die daraus entstandenen Gesteine werden Tuffe genannt. In besonders heißen pyroklastischen Dichteströmen kam es auch zur partiellen Aufschmelzung und/oder Verschmelzung der Komponenten; es entstand ein Schmelztuff oder Ignimbrit. Der letztere Name kommt aus dem Lateinischen und setzt sich aus „ignis“ für „Feuer“ und „imbris“ für „Regen“ zusammen.
Die bei diesen Ausbrüchen ausgeworfenen Pyroklastika (Fließ- und Fallablagerungen) akkumulierten sich im weiteren Verlauf auf mehrere hundert Meter betragende Mächtigkeit in der dabei entstandenen Lagerstätte. In anderer Literatur wird die Mächtigkeit mit 80 Meter beschrieben. Die Gesteinseinheit, in der der Rochlitzer Porphyr dominiert, wird in der modernen Terminologie auch als Rochlitz-Formation bezeichnet.

## Verarbeitung
Das gesprengte Material wird mit Hilfe von Radladern und LKWs in das nur wenige Meter entfernte Werk transportiert. Dort werden die Blöcke durch Seilsäge, Brückensäge und Gatter in die für die Weiterverarbeitung geeignete Größe gebracht. Danach kann der Rochlitzer Porphyr mit handwerklichen und maschinellen Methoden weiter verarbeitet werden.

## Verwendung

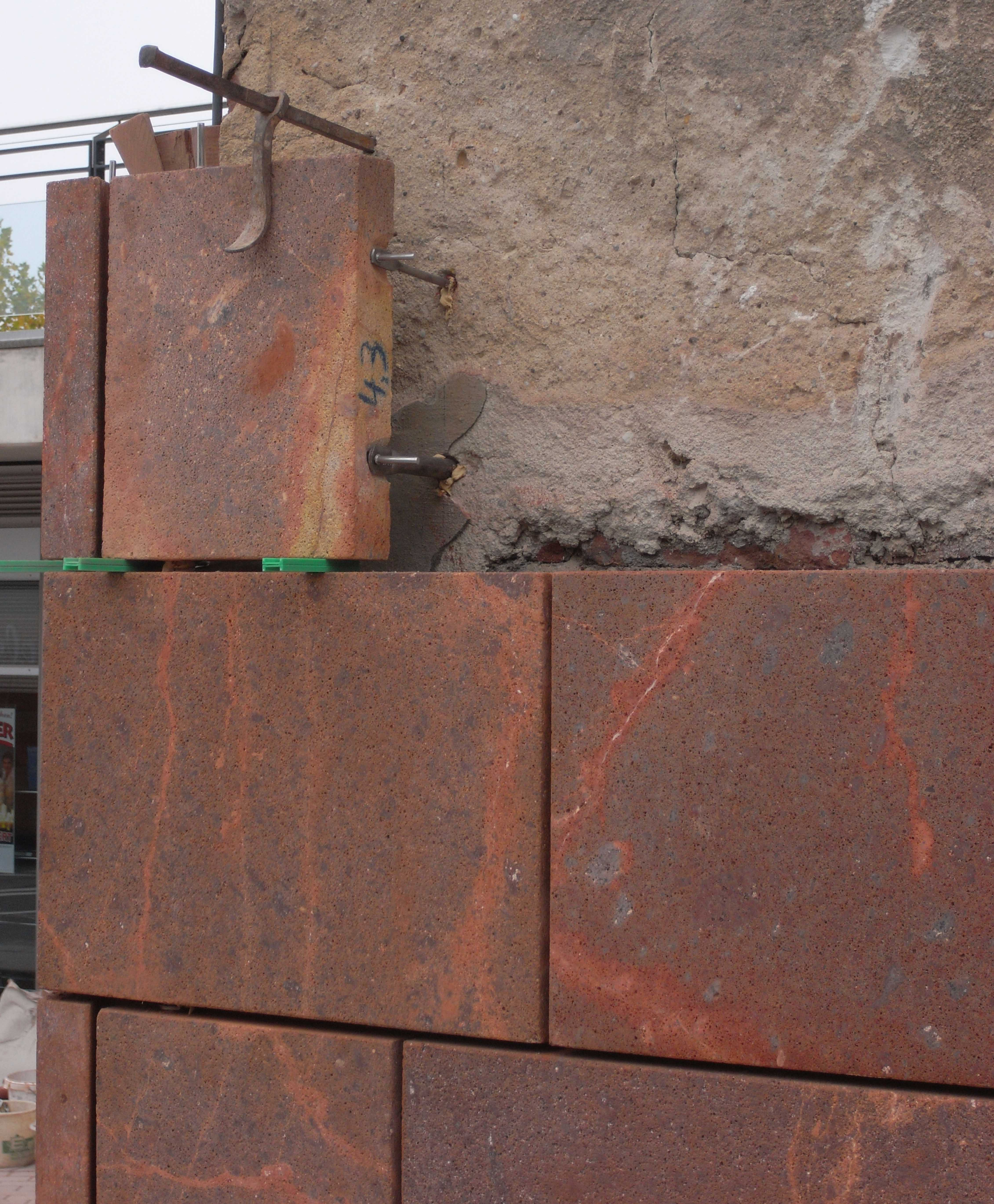
Fassadenplatten in Ankermontage, Rochlitzer Porphyr mit frischer Farbe und Aderbild

Steinfunde, deren Alter auf rund 3000 Jahre geschätzt wird, belegen, dass der Rochlitzer Porphyr lange vor unserer Zeitrechnung z. B. als Mahlstein Verwendung fand.
Das Gestein wird unter der Handelsbezeichnung Rochlitzer Porphyr, Rochlitzer Porphyrtuff oder seltener auch Rochlitzer Marmor seit Jahrhunderten vertrieben. Dabei beruht der Werksteinname Rochlitzer Marmor auf einer irrtümlichen Verbreitung dieser seit dem 16. Jahrhundert nachgewiesenen Bezeichnung für einen im Umfeld des Rochlitzer Berges abgebauten und völlig anders aussehenden Garbenschiefer.
Vornehmlich wird Rochlitzer Porphyr für Mauersteine, Fassaden und Steinmetzarbeiten verwendet. Ferner ist er für moderne und historische Bildhauerwerke, Garten- und Landschaftsgestaltung, Grabmale etc. eingesetzt worden. Bei Verwendung als Platten beträgt die Mindestdicke 4 cm. Die Porosität des Gesteins ist mit 30 Vol.-% relativ hoch. Bei Verwendung als Bodenplatten ist die relative Abriebfestigkeit zu beachten. Rochlitzer Porphyr ist gegen Frost und Aggressorien beständig. Polierfähig ist er allerdings nicht, es ist nur ein Feinschliff möglich. Seine Beliebtheit bei Bildhauern resultiert daraus, dass er wie Weichgestein bearbeitet werden kann.
Das hochwertigste Gestein wird aus dem Gleisbergsbruch und das härteste aus dem Mühlsteinbruch gebrochen. Im Schillingbruch wird Gestein mit lebhafter Struktur und gelben Maserungen abgebaut, das für Fassaden- und Bodenplatten verwendet wird.  Laut einem geologischen Gutachten ist für die kommenden 80 Jahre genügend Nutzgestein vorhanden.
Das nicht für die Werksteinherstellung geeignete Gestein wird gemahlen als Rochlitzer Porphyrkies  für den Sportplatzbau und für Tennisplätze verwendet. Es war die „Rochlitzer Decke“, die die Laufbahnen der Sportanlagen der Olympischen Sommerspiele 1936 rot färbte.

### Firmengeschichte
Bereits im Jahre 1585 wurde ein Steinbruch von der Steinmetzfamilie Haberkorn aufgeschlossen, der 300 Jahre im Besitz dieser Familie blieb. 1907 wurde ein Werk in Breitenborn in Sachsen mit Gleisanschluss eröffnet. 1910 erwarb der Steinmetzmeister Emil Haberkorn das Werk und die sieben vereinigten Steinbrüche.
Vor dem Zweiten Weltkrieg waren bis zu 300 Personen in Brüchen und im Werk dieser Firma beschäftigt. Nach Kriegsende eröffnete ein Familienmitglied der Haberkorns 1948 die Brüche und das Werk wieder. Diese wurden 1972 verstaatlicht. Die Gewinnungstechnologie in den sieben Steinbrüchen und die Sägetechnik war auf Vorkriegsniveau stehen geblieben. Mit der Wende kam das Aus für den staatseigenen Betrieb.
Nach einer erfolgreichen Reprivatisierung wurde der Betrieb durch die Haberkorns 1991 neugegründet. Er firmiert unter Vereinigte Porphyrbrüche
auf dem Rochlitzer Berge GmbH. Fünf Mitarbeiter produzieren 800 Tonnen pro Jahr. 1996 waren es noch 2000 Tonnen. Vielmal im Jahr wird gesprengt. Je ein Drittel des Rochlitzer Porphyrs geht in den Garten- und Landschaftsbau, in den Grabmal- und Denkmalbereich und in den Baubereich.
Nachdem das Unternehmen im August 2024 Insolvenz angemeldet hatte, wurde es am 22. November 2024 von der Naturstein-Unternehmensgruppe Just-Destag übernommen.

### Bauwerke und Skulpturen

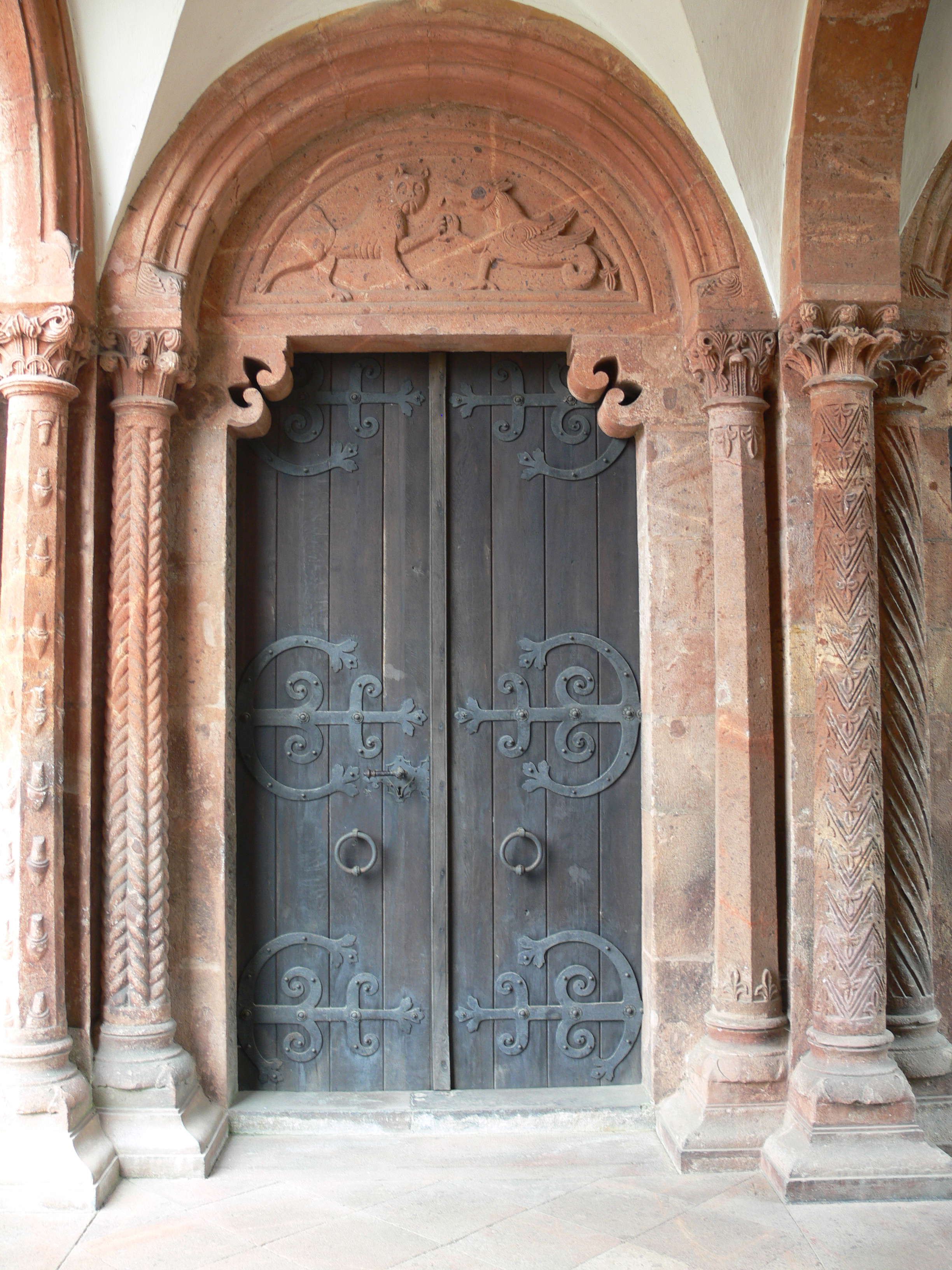
Romanisches Portal im Kloster Wechselburg

Mit der Errichtung geistlicher Herrschaftsgebäude erlebte das Gestein schließlich den Durchbruch. In Mittel- und Westsachsen ist es zu einem die Architektur prägenden Denkmalgestein geworden. So können die Rochlitzer Porphyrbrüche historische und neuzeitliche Verwendungen belegen.
- Altes Rathaus und die Thomaskirche in Leipzig
- Fürstenhaus (Leipzig)
- Burg und Stadtkirche in Eilenburg
- Schloss Rochlitz
- St. Nikolaikirche in Döbeln
- Rittergut Kössern
- Basilika in Wechselburg
- Kirche in Beerwalde (Gemeinde Erlau)
- Burg Kriebstein bei Waldheim (1382–1407)
- Rathaus von Waldheim (1902 abgeschlossen)
- Muldenbrücke in Rochlitz (1433)
- St.-Petri-Kirche in Rochlitz (1450)
- gotischer Chorbau und Schiff der Kunigundenkirche in Rochlitz (1417–1499)
- Göhrener Viadukt bei Wechselburg (1871)
- Neufassung des Kant-Grabs in Königsberg (Ostpreußen) (1924)
- Grassimuseum in Leipzig (1925–1929)
- Eingangshalle im Gebäude der Deutschen Bank in Chemnitz (1926)
- Bismarckdenkmal in München
- Untergrundmessehaus in Leipzig
- Schloss Colditz
- Stadthalle Chemnitz
- Löwendenkmal der Bayer-Werke in Leverkusen
- Fruchtbarkeitsbrunnen von Hugo Lederer am Arnswalder Platz in Berlin
- Fundamentplatten des Brandenburger Tors in Berlin
- Pöppelmannbrücke in Grimma (1718–1719)
- Joseph-Görres-Denkmal in Koblenz (1928)
- Block der Frauen / Denkmal Rosenstraße in Berlin
- Jagdschloss Augustusburg
- Neue Propsteikirche St. Trinitatis in Leipzig (2014)
- Romanisches Eingangsportal der Kirche und historische Biedermeier Dorfschule in Flemmingen
- Grabmal Fritz Neumann-Hegenberg (1884–1924) auf dem Städtischen Friedhof Görlitz
- Grabmal Herbert Ihle (1903–1928) auf dem Städtischen Friedhof Görlitz
- Grabmal Seeliger auf dem Frauenfriedhof in Zittau
- Denkmal für das 9. Infanterie-Regiment Nr. 133 in Zwickau (1922)
- Eingangsportal der Villa von Walter Hartmann in Halle a. d. Saale, Architekt Hermann Frede

Architektur und Kunst
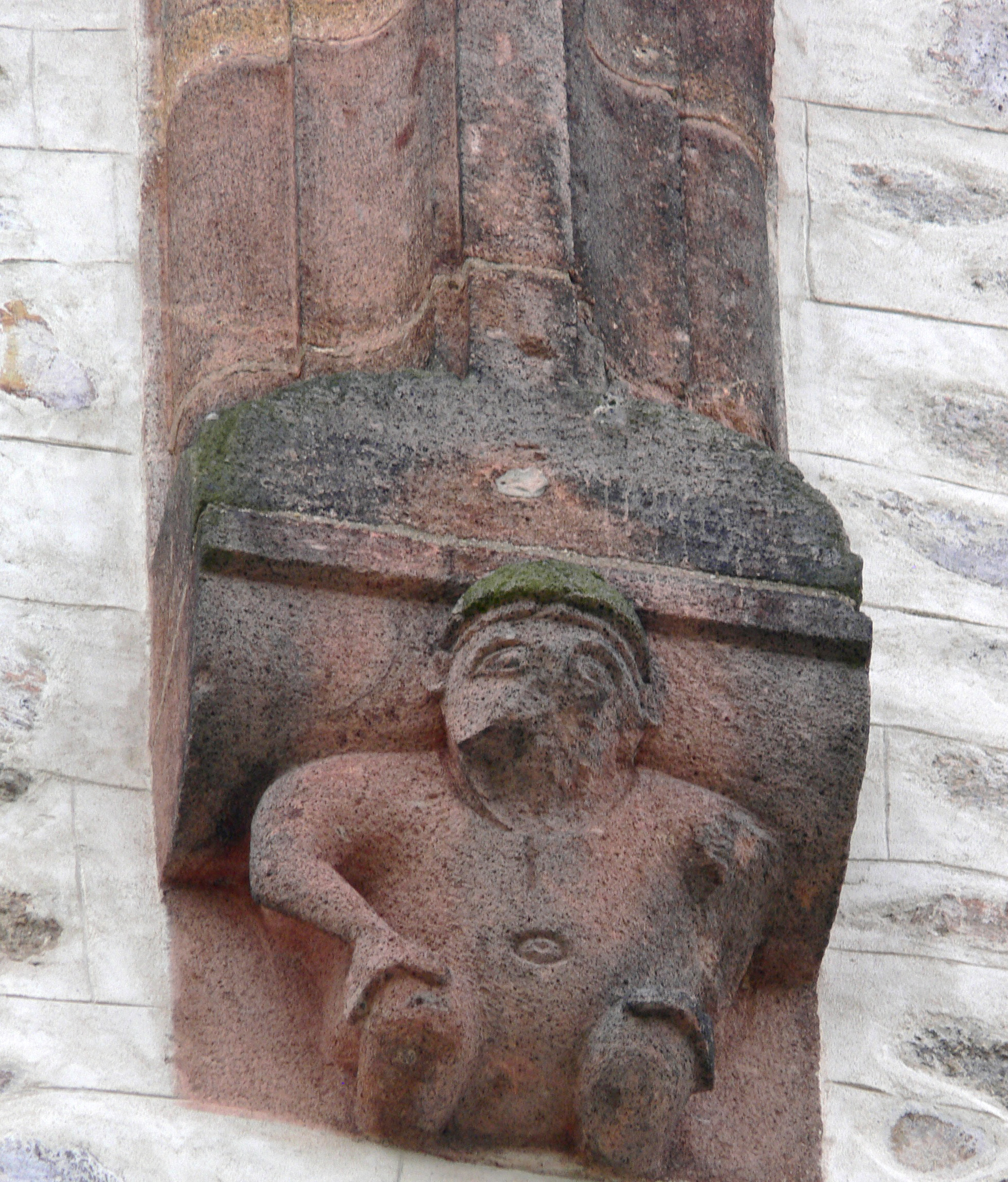
Bauschmuck an der Basilika in Wechselburg
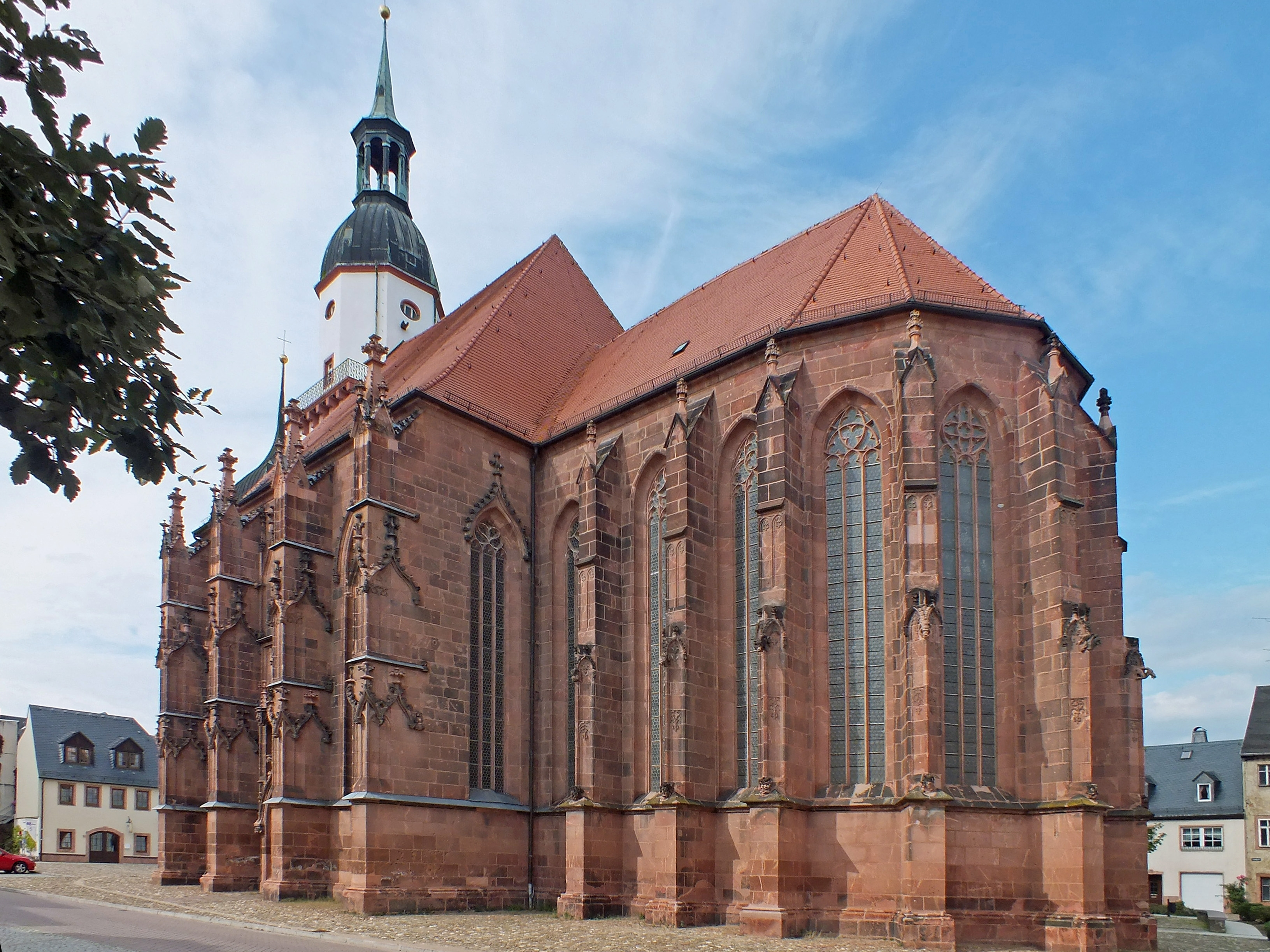
Rochlitzer Kunigundenkirche
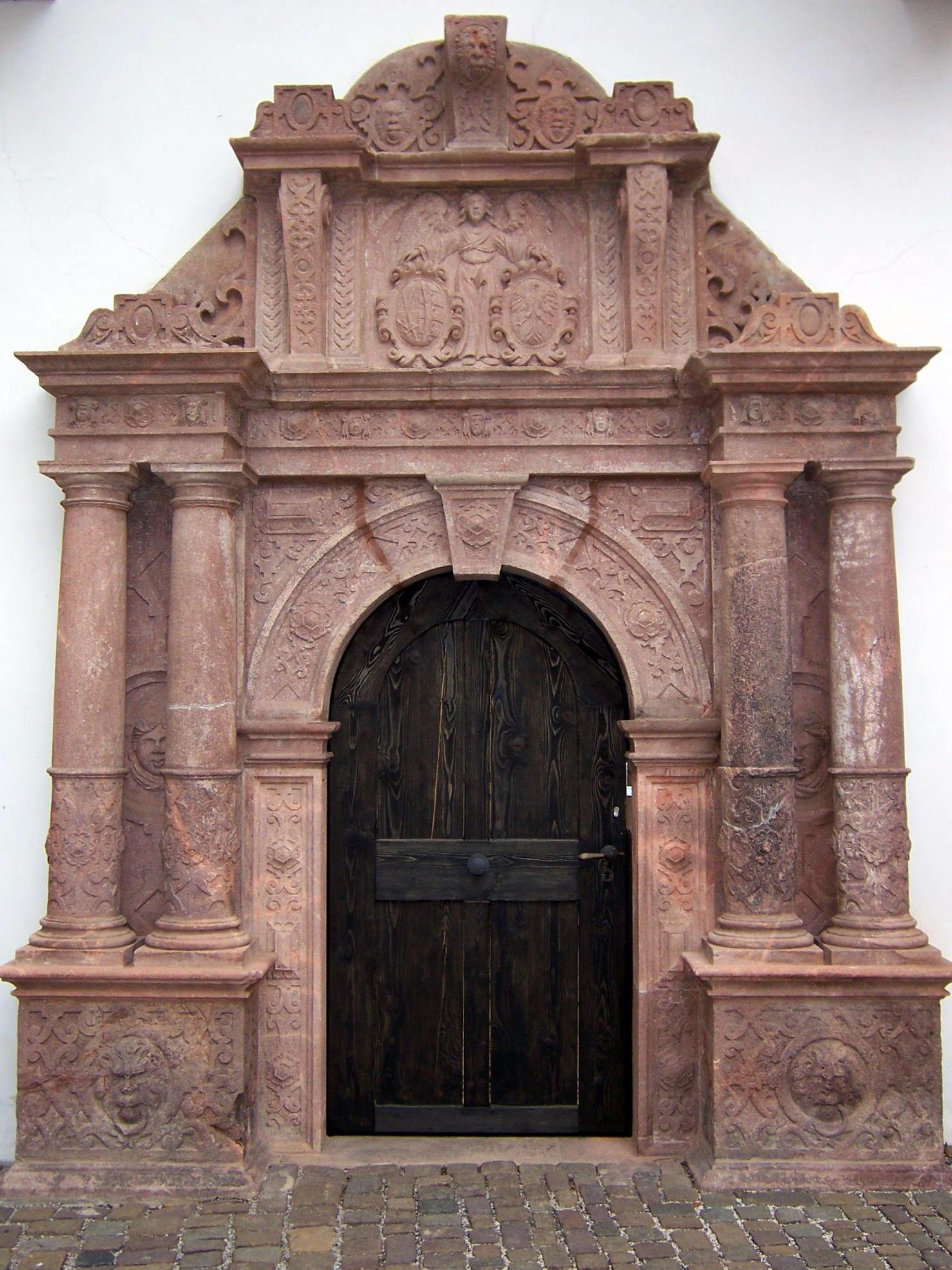
Portal der Schlosskirche in Colditz
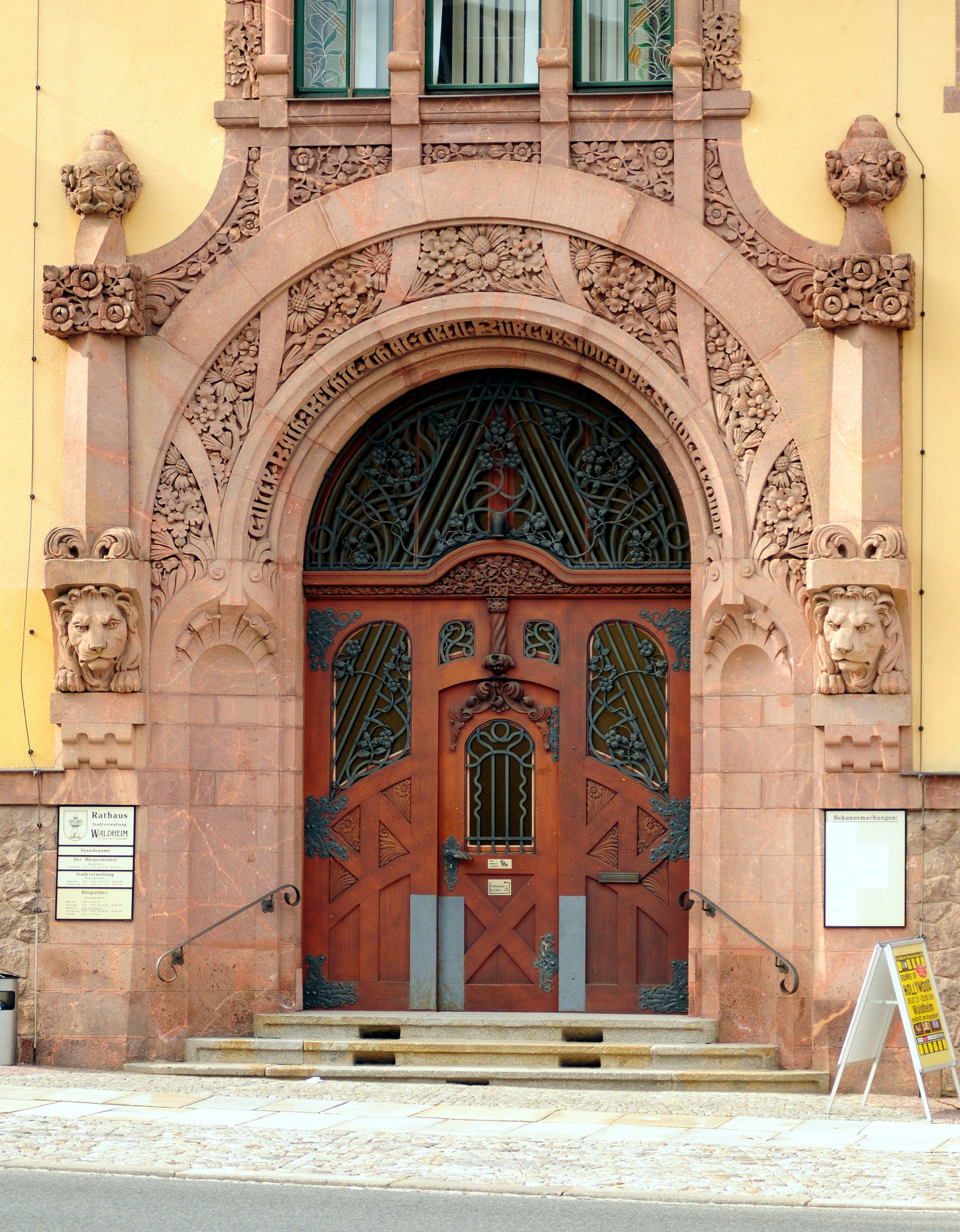
Hauptportal des Waldheimer Rathauses
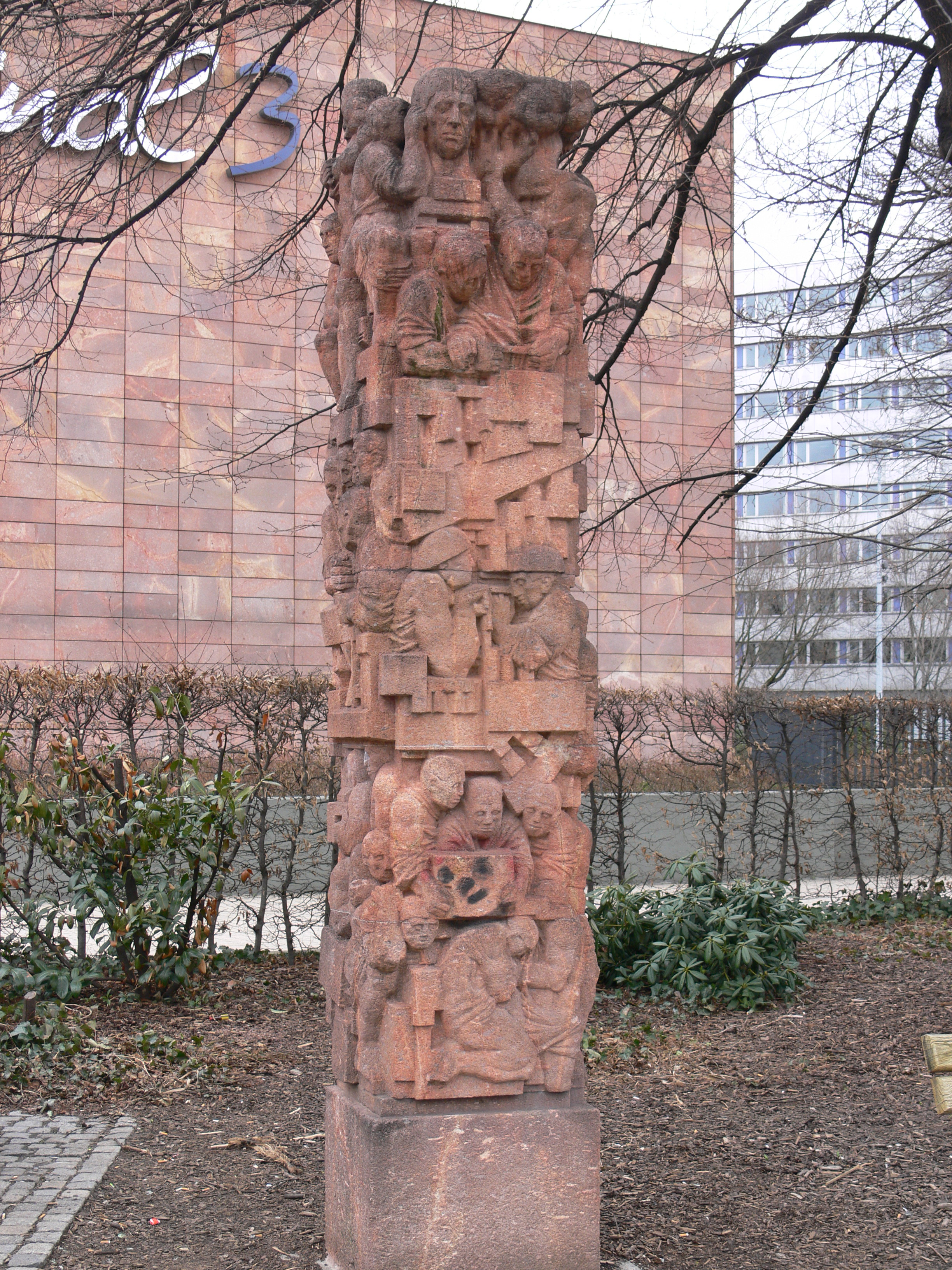
Stele im Chemnitzer Stadthallenpark
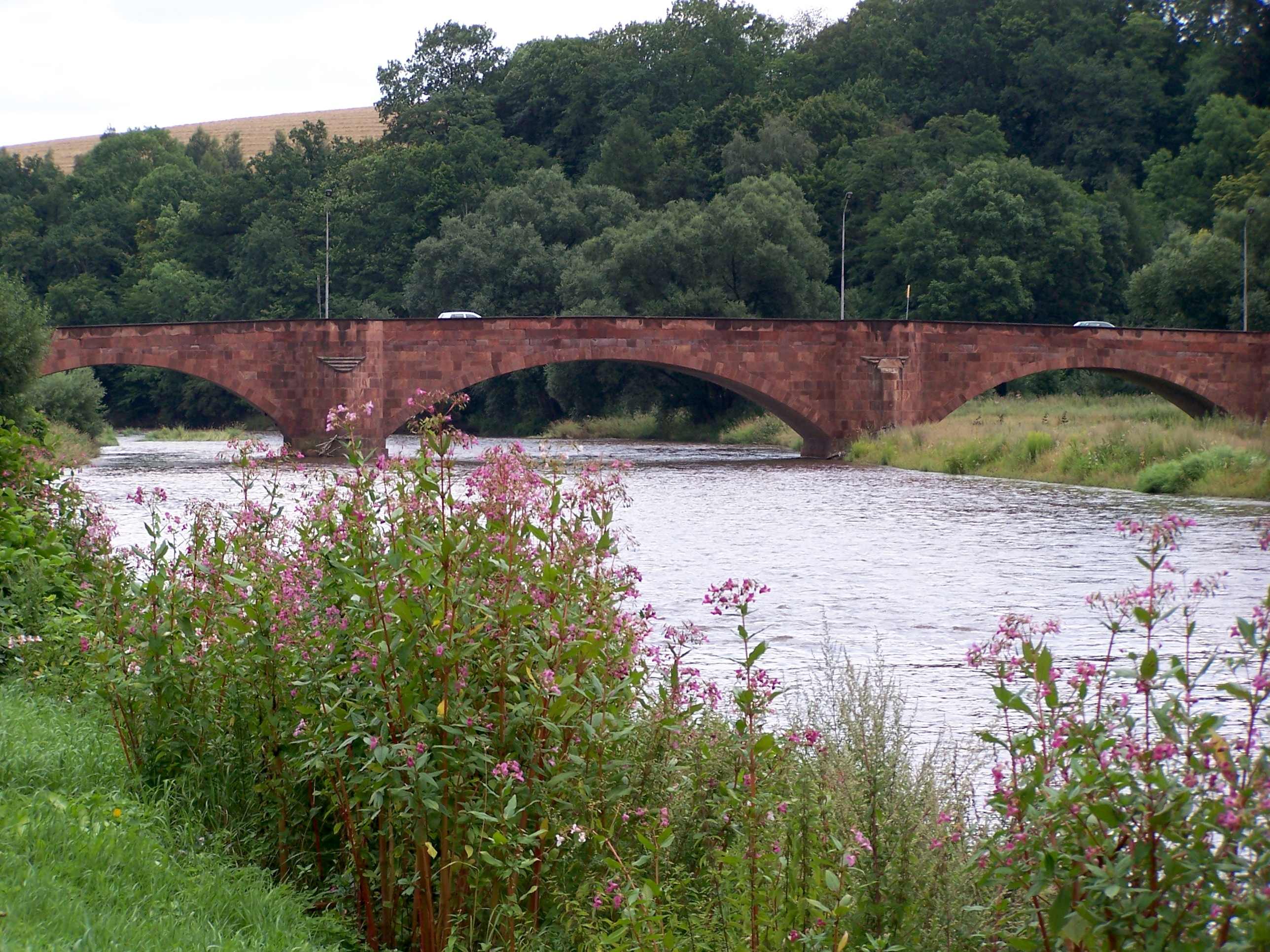
Muldenbrücke in Rochlitz
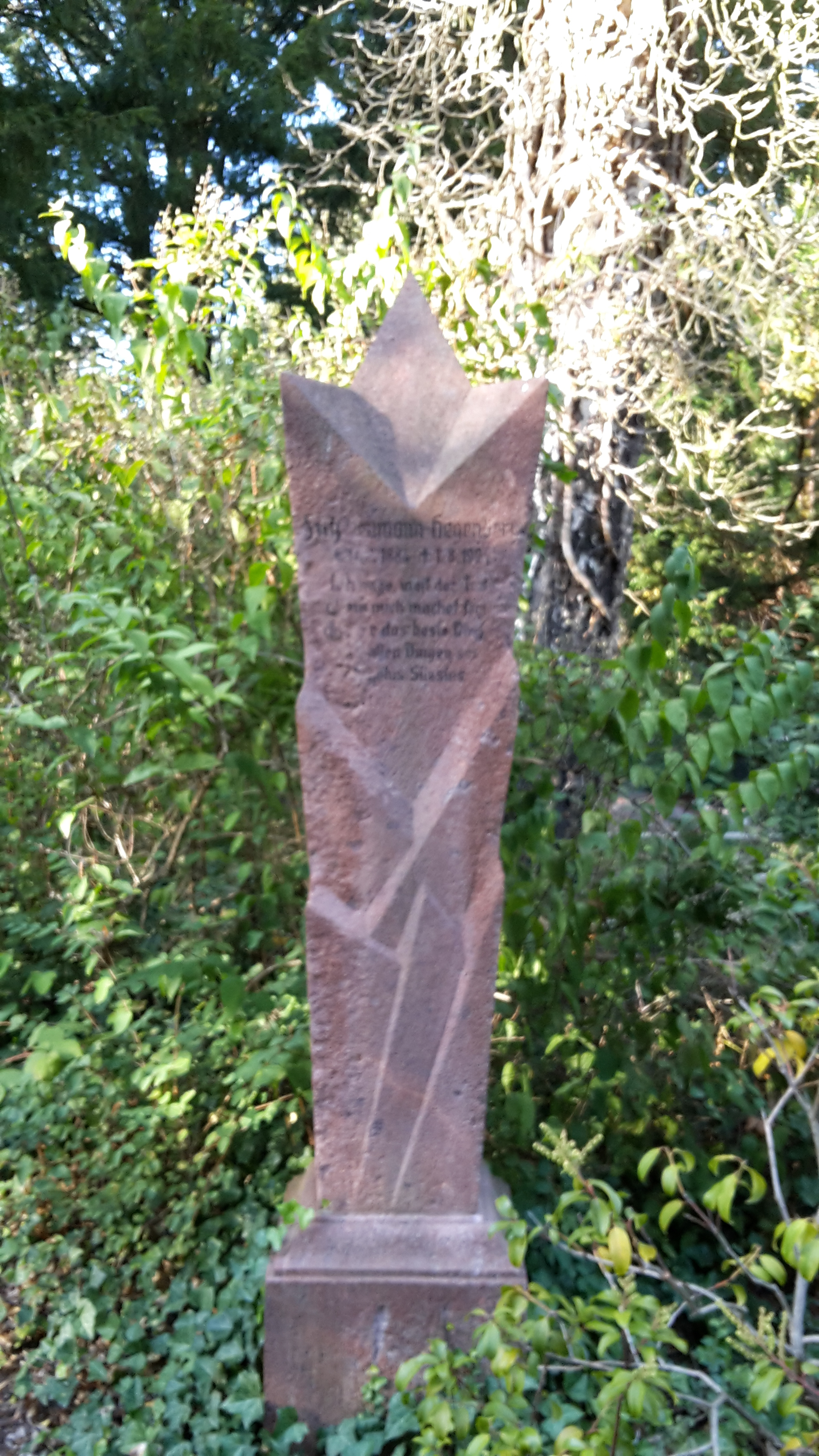
Grabmal Neumann-Hegenberg in Görlitz
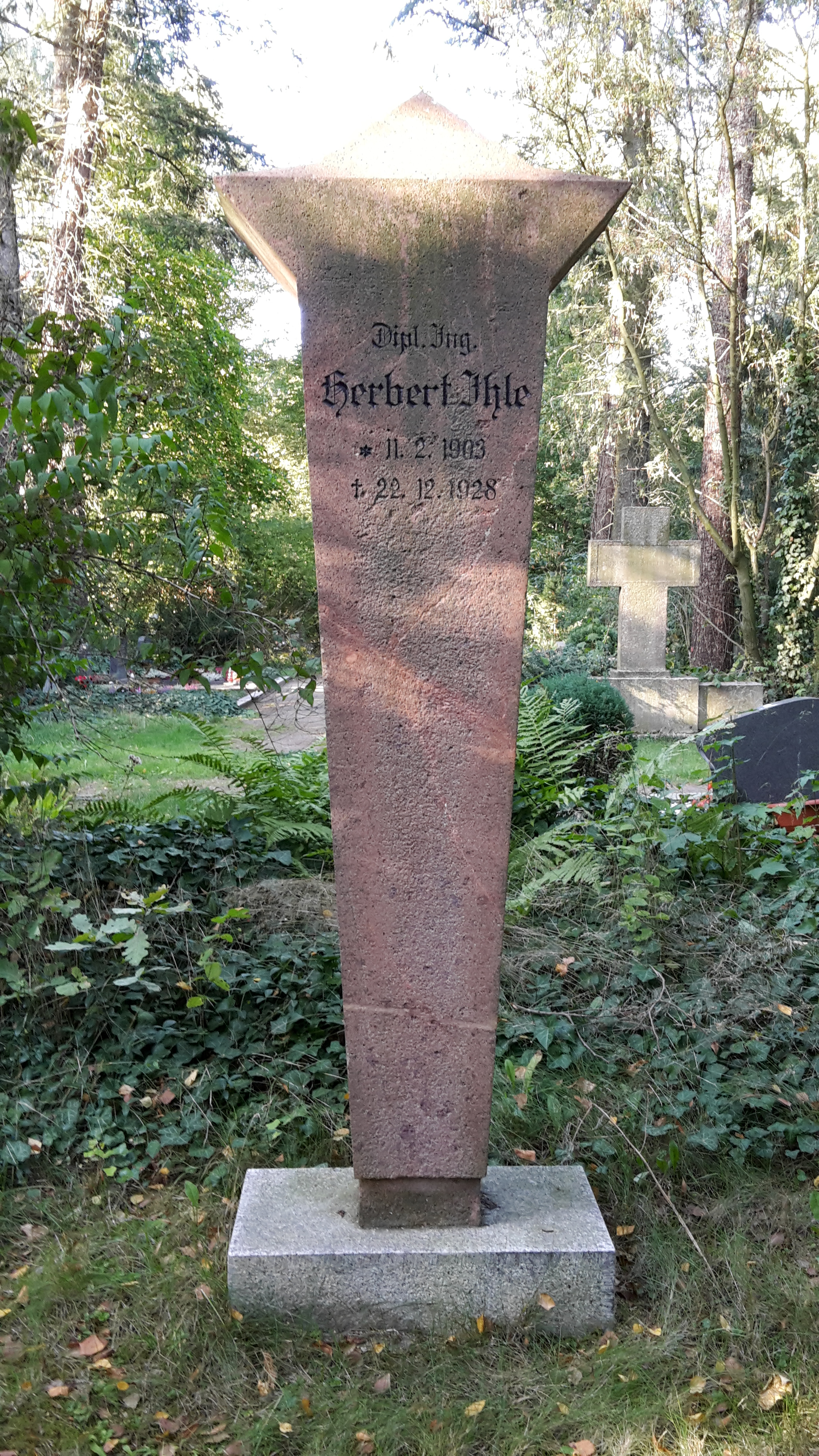
Grabmal Ihle in Görlitz
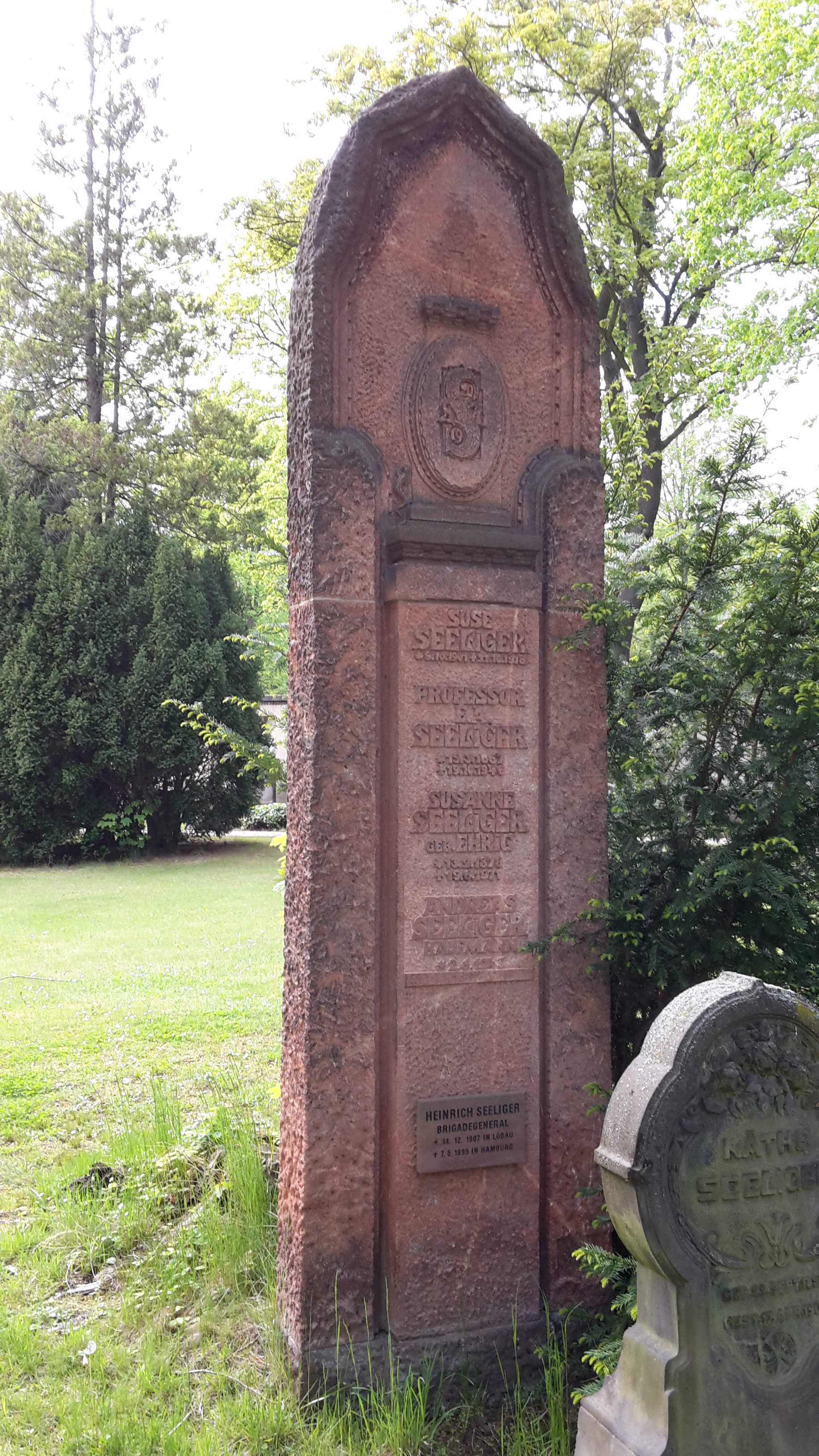
Grabmal Seeliger, Frauenfriedhof Zittau

### Kursächsische Postmeilensäulen
- Kursächsische Postmeilensäule in Claußnitz, OT Diethensdorf
- Halbmeilensäule in Claußnitz
- Kursächsische Postmeilensäule in Erlau
- Kursächsische Postmeilensäule in Frankenberg/Sa
- Kursächsische Postmeilensäulen in Geithain
- Kursächsische Postmeilensäule in Geringswalde
- Viertelmeilenstein in Grimma, OT Bernbruch
- Halbmeilensäule in Hartha
- Kursächsische Postmeilensäule in Leisnig
- Kursächsische Postmeilensäule in Mittweida
- Kursächsische Postmeilensäule in Penig
- Kursächsische Postmeilensäule in Plauen
- Kursächsische Postmeilensäule in Rochlitz
- Kursächsische Postmeilensäule in Waldheim
- Kursächsische Postmeilensäule in Wurzen

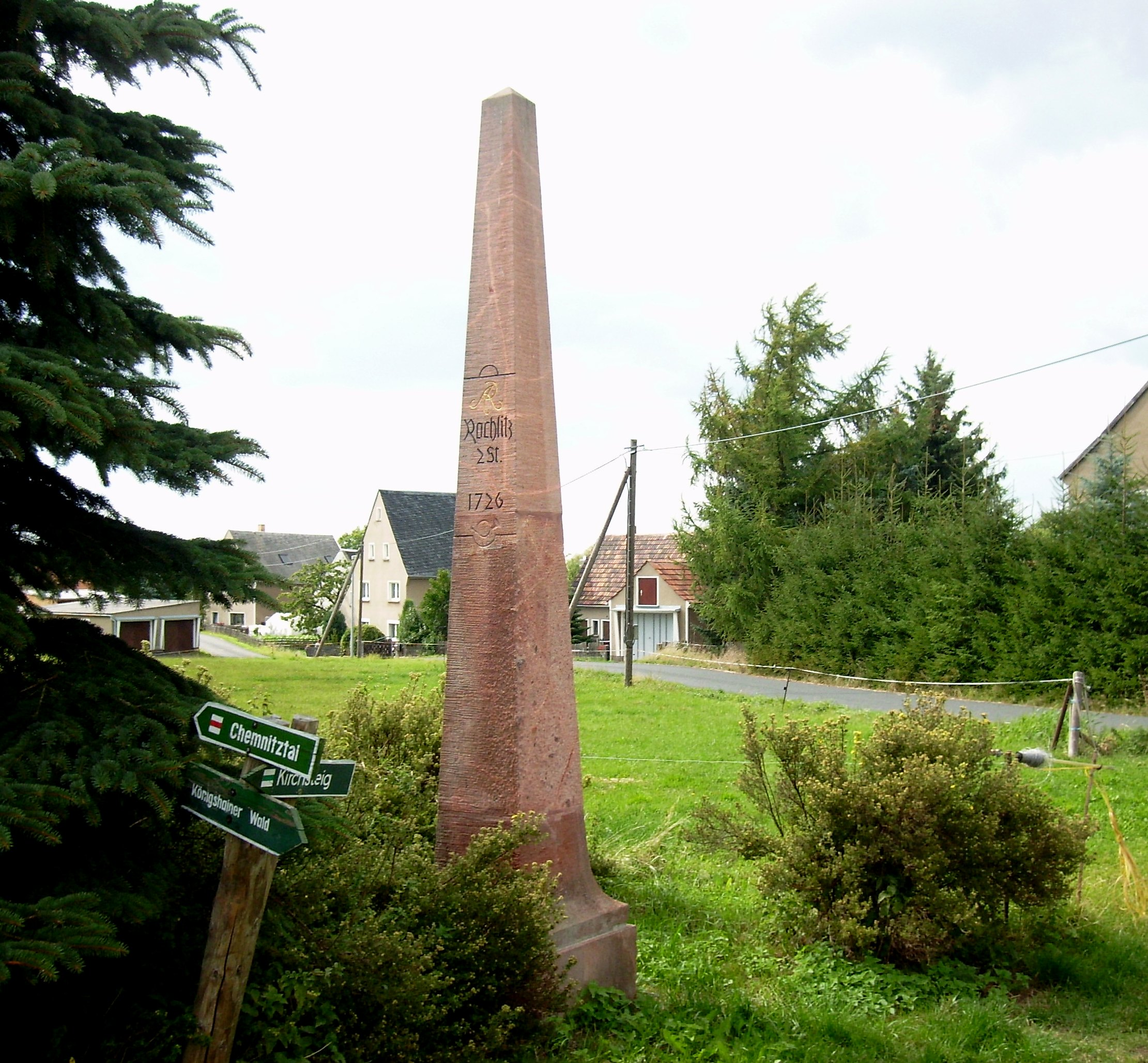
Postmeilensäule in Claußnitz, OT Diethensdorf
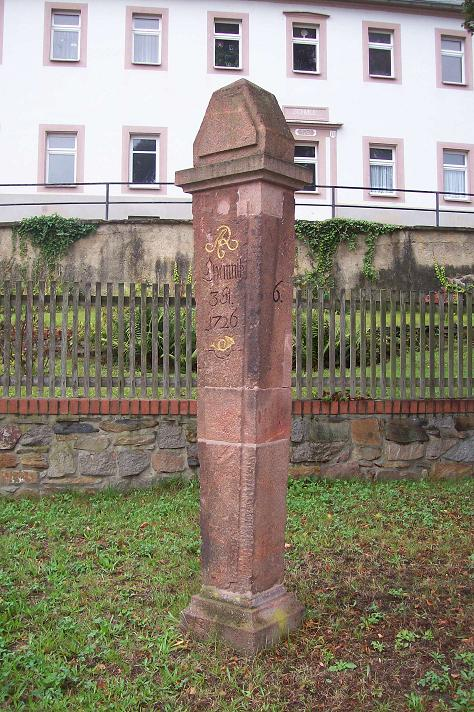
Halbmeilensäule in Claußnitz
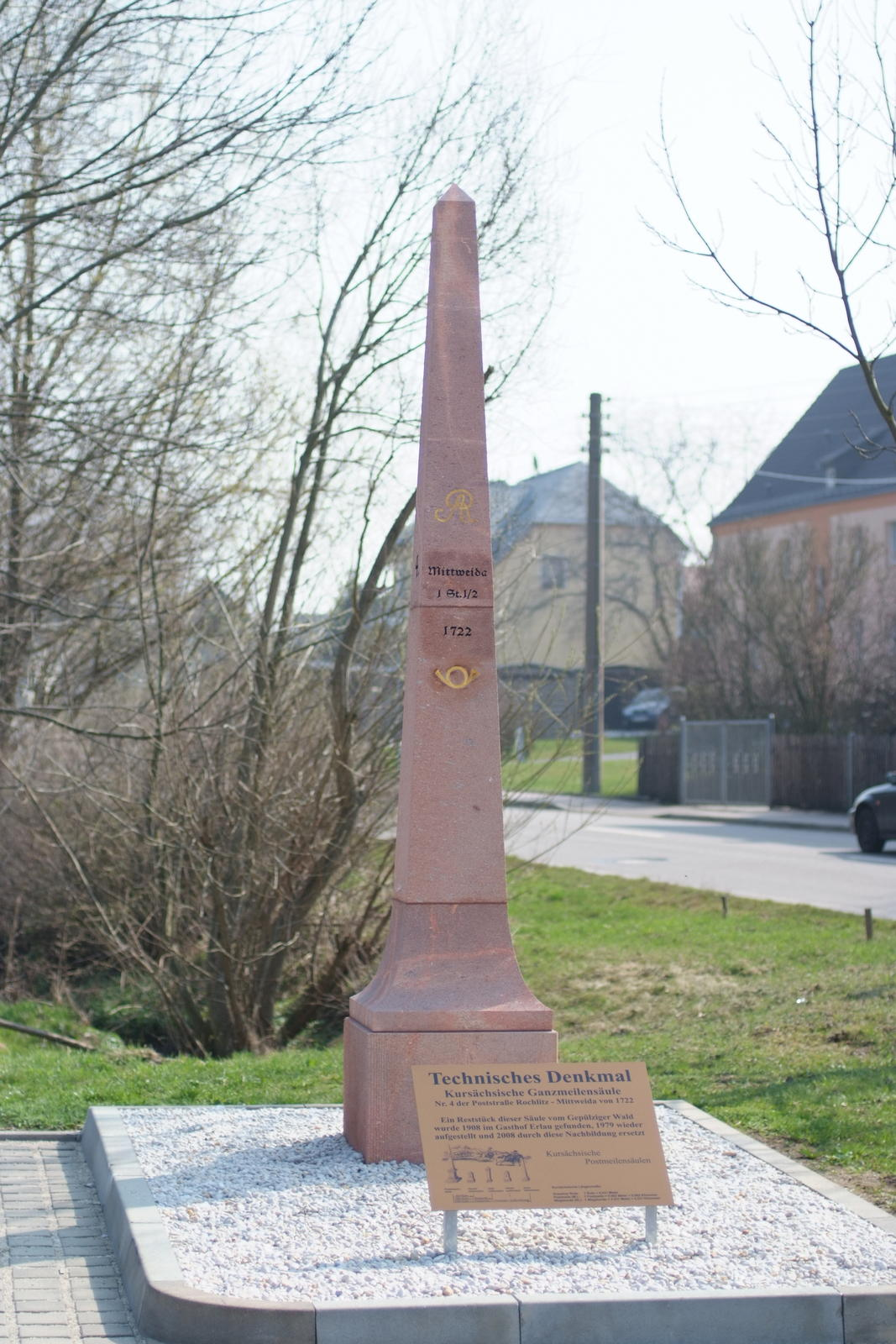
Nachbildung der Postmeilensäule Nr. 4 von 1722 in Erlau
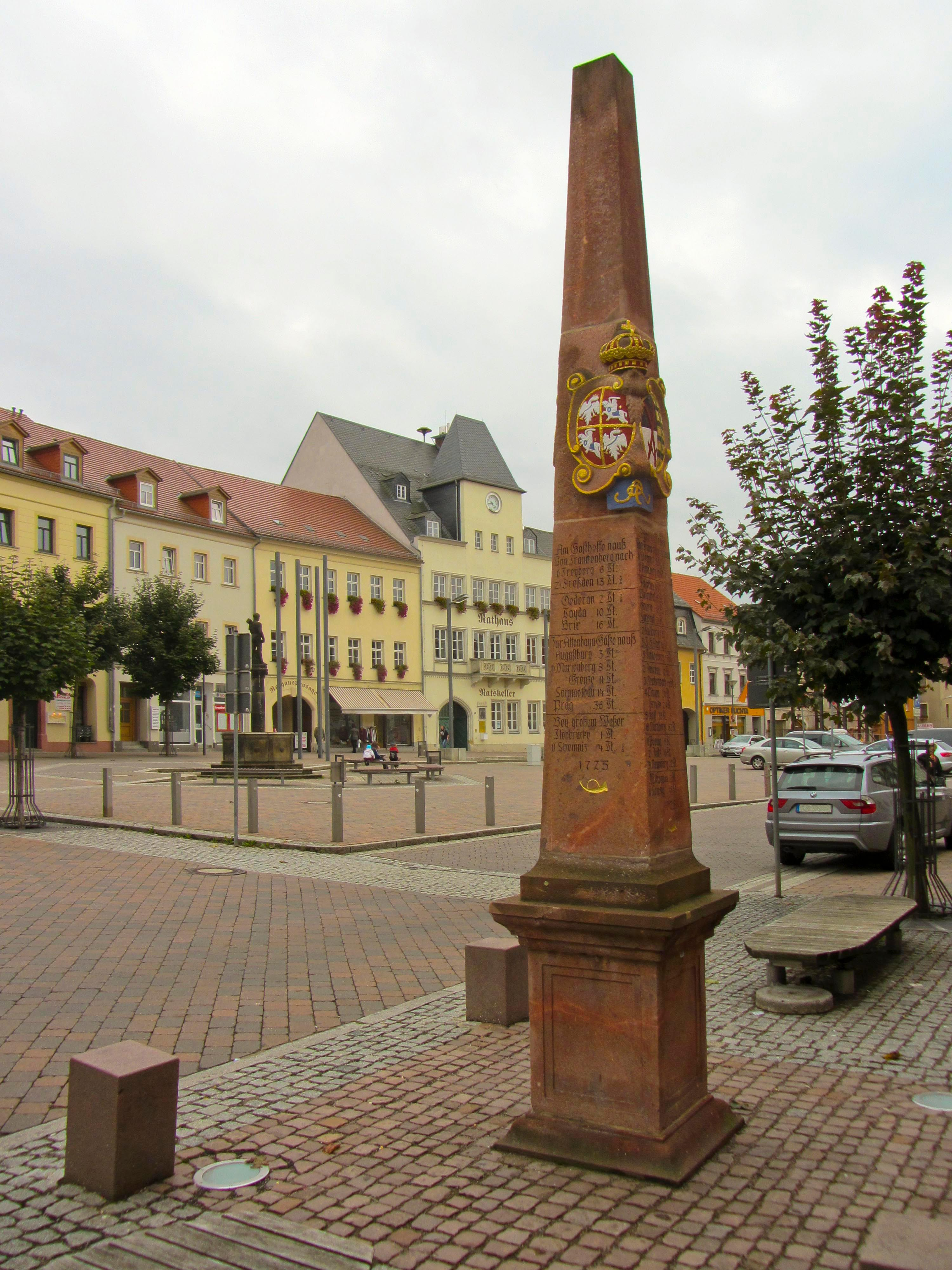
Postmeilensäule in Frankenberg
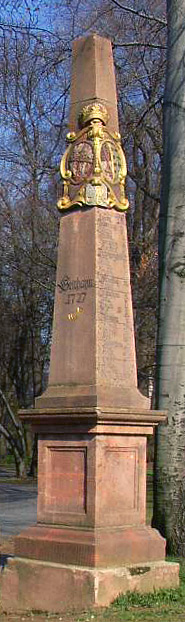
Postmeilensäule in Geithain, unteres Stadttor
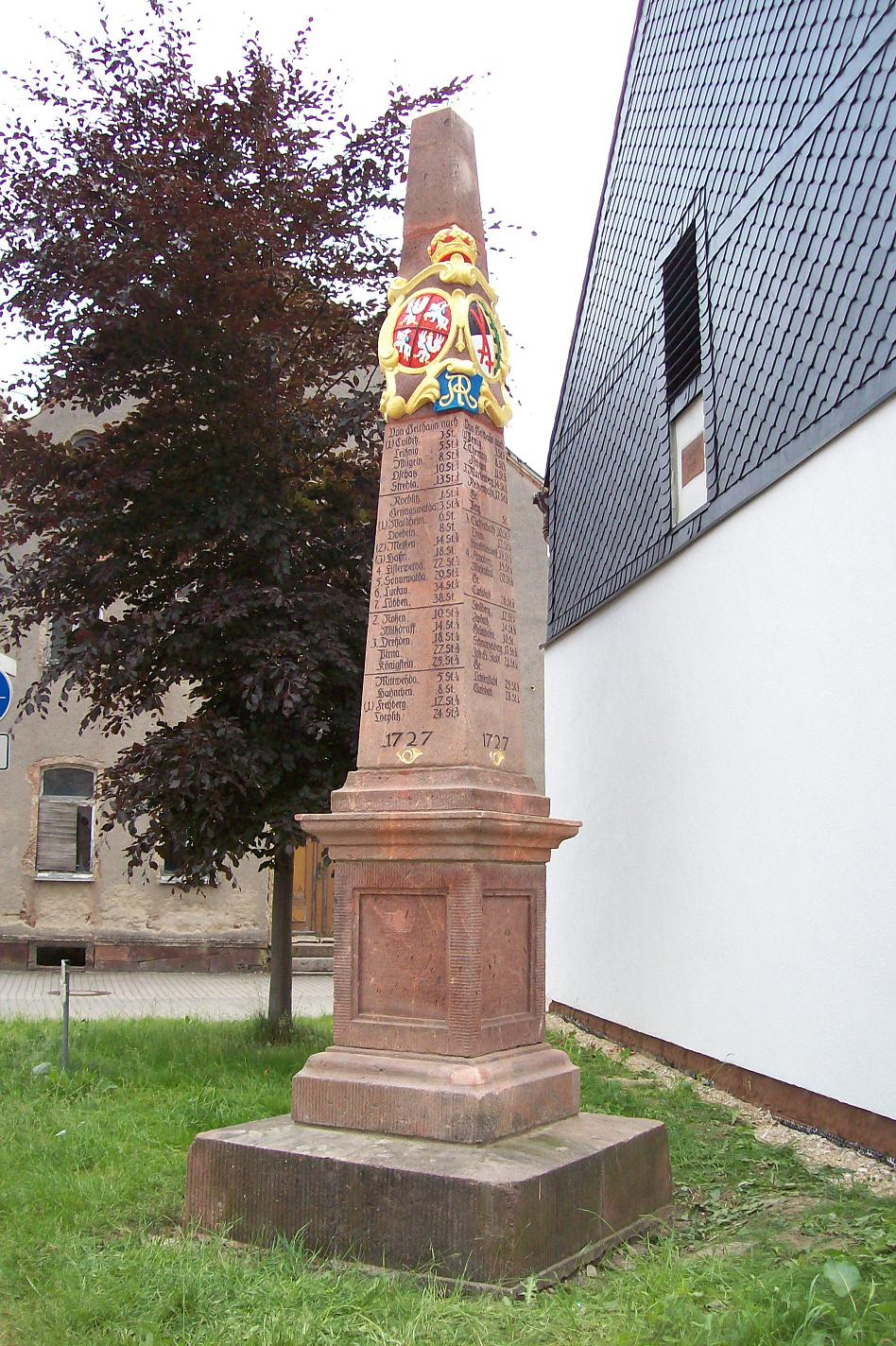
Postmeilensäule in Geithain, ehem. Obertor
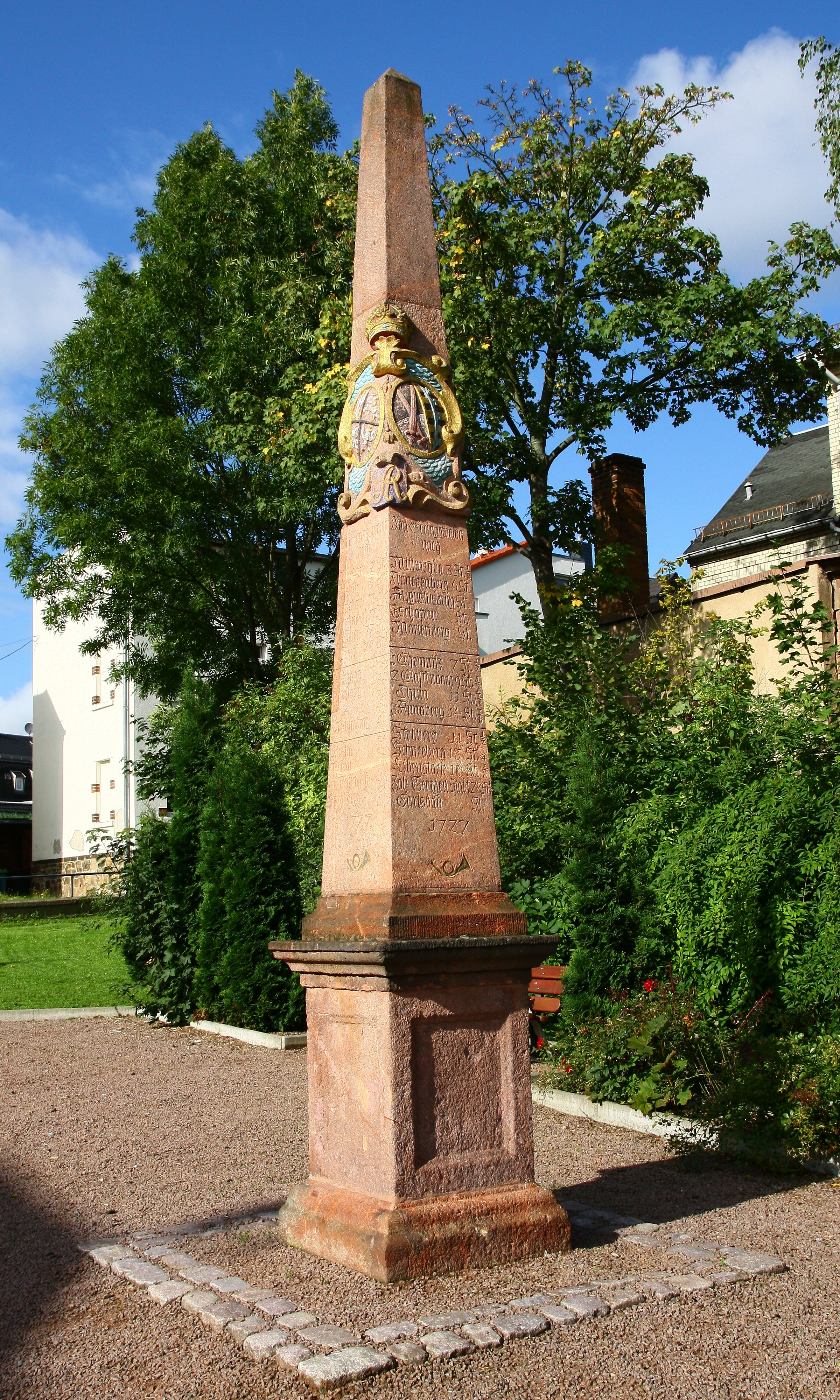
Postmeilensäule in Geringswalde
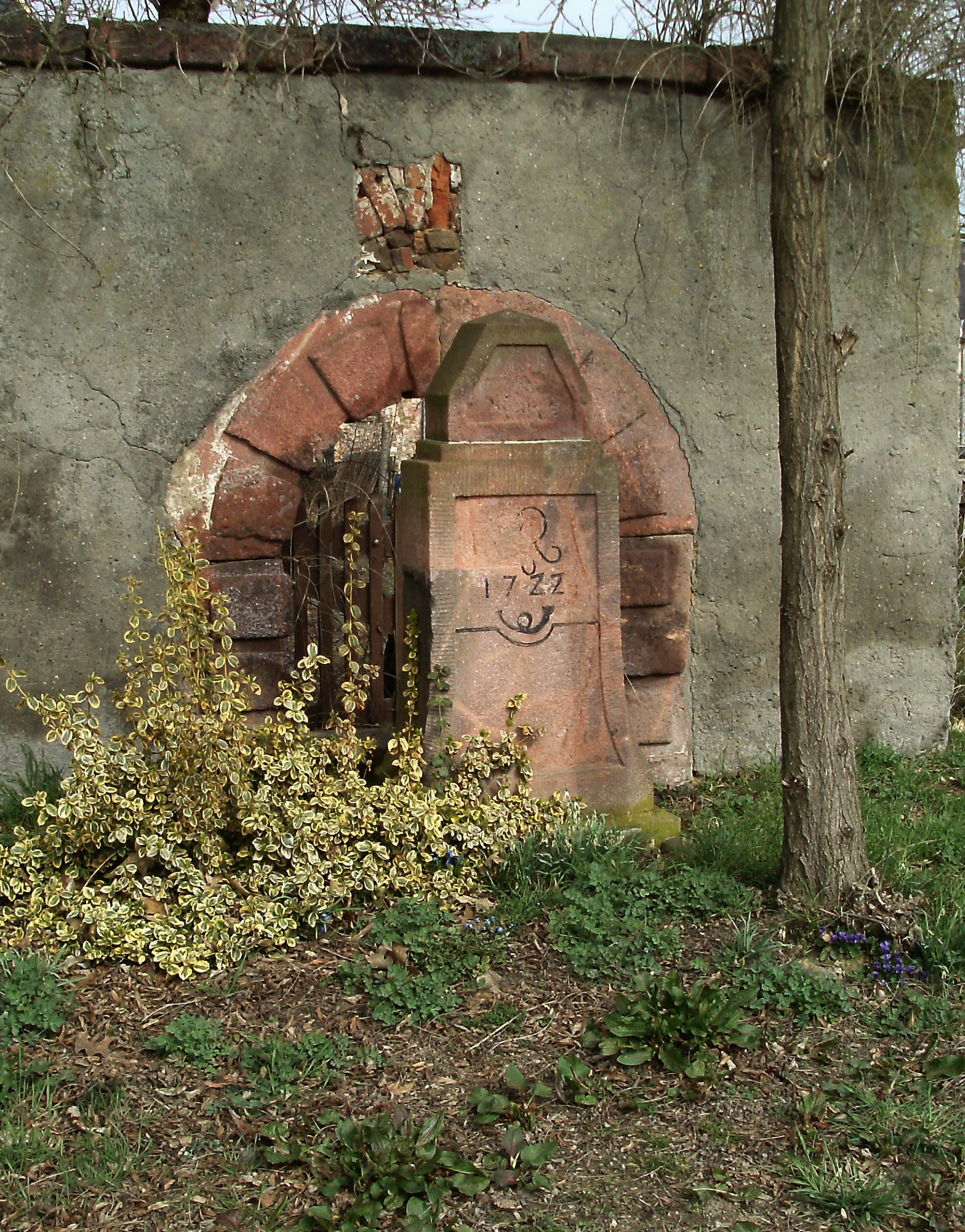
Viertelmeilenstein in Grimma, OT Bernbruch
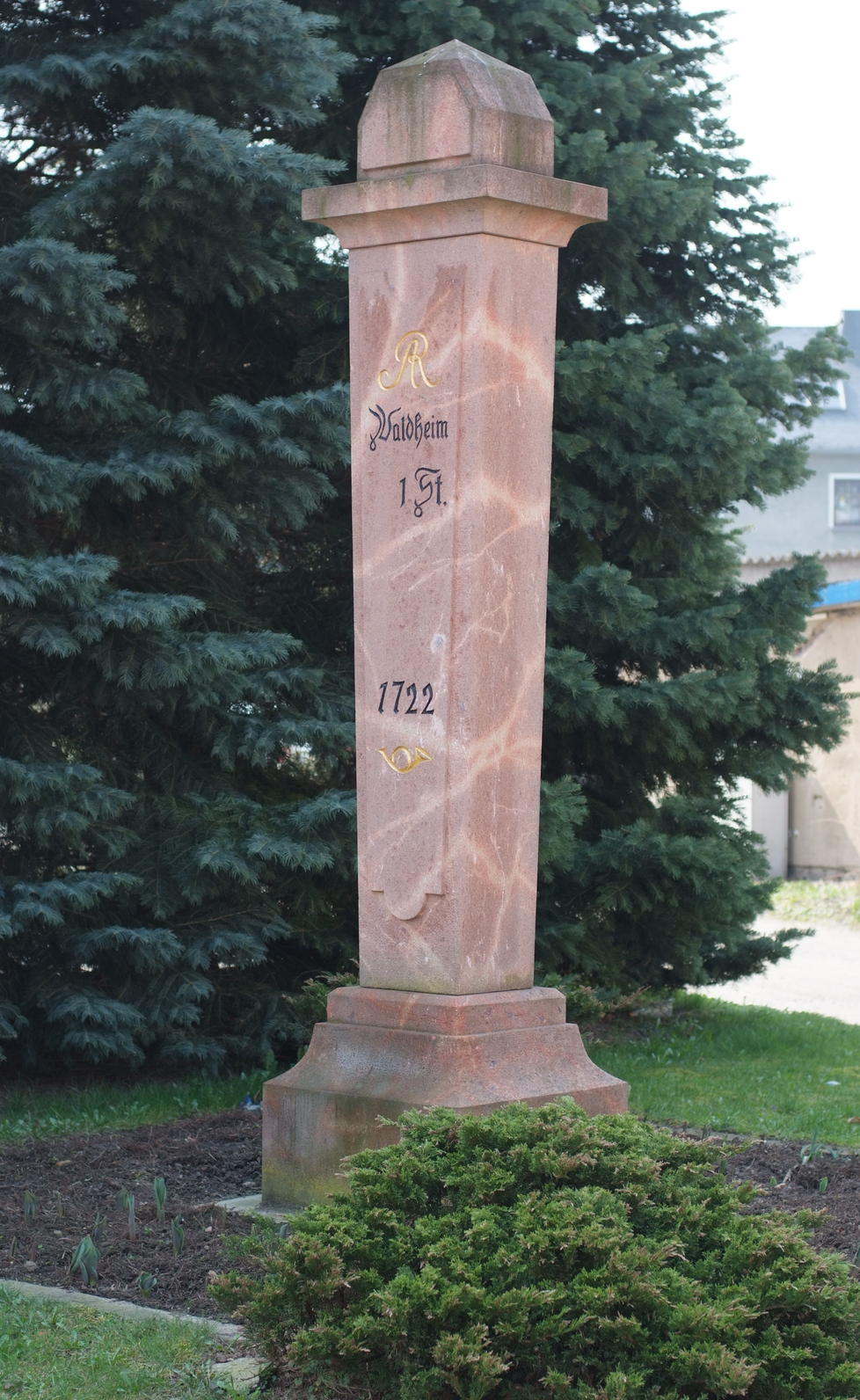
Halbmeilensäule in Hartha
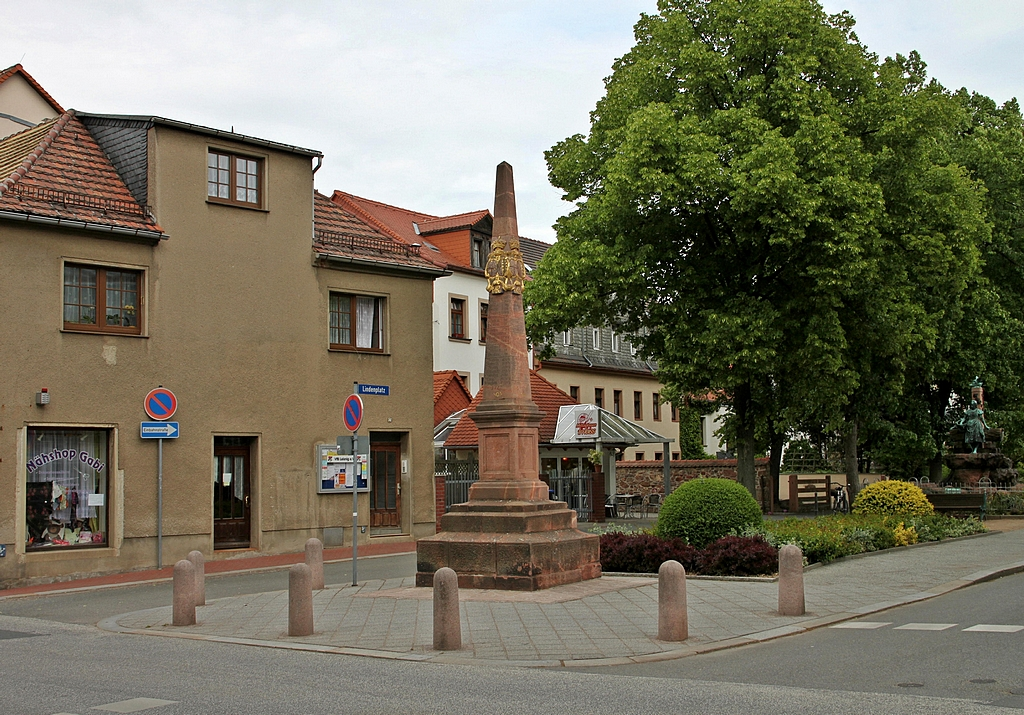
Postmeilensäule in Leisnig
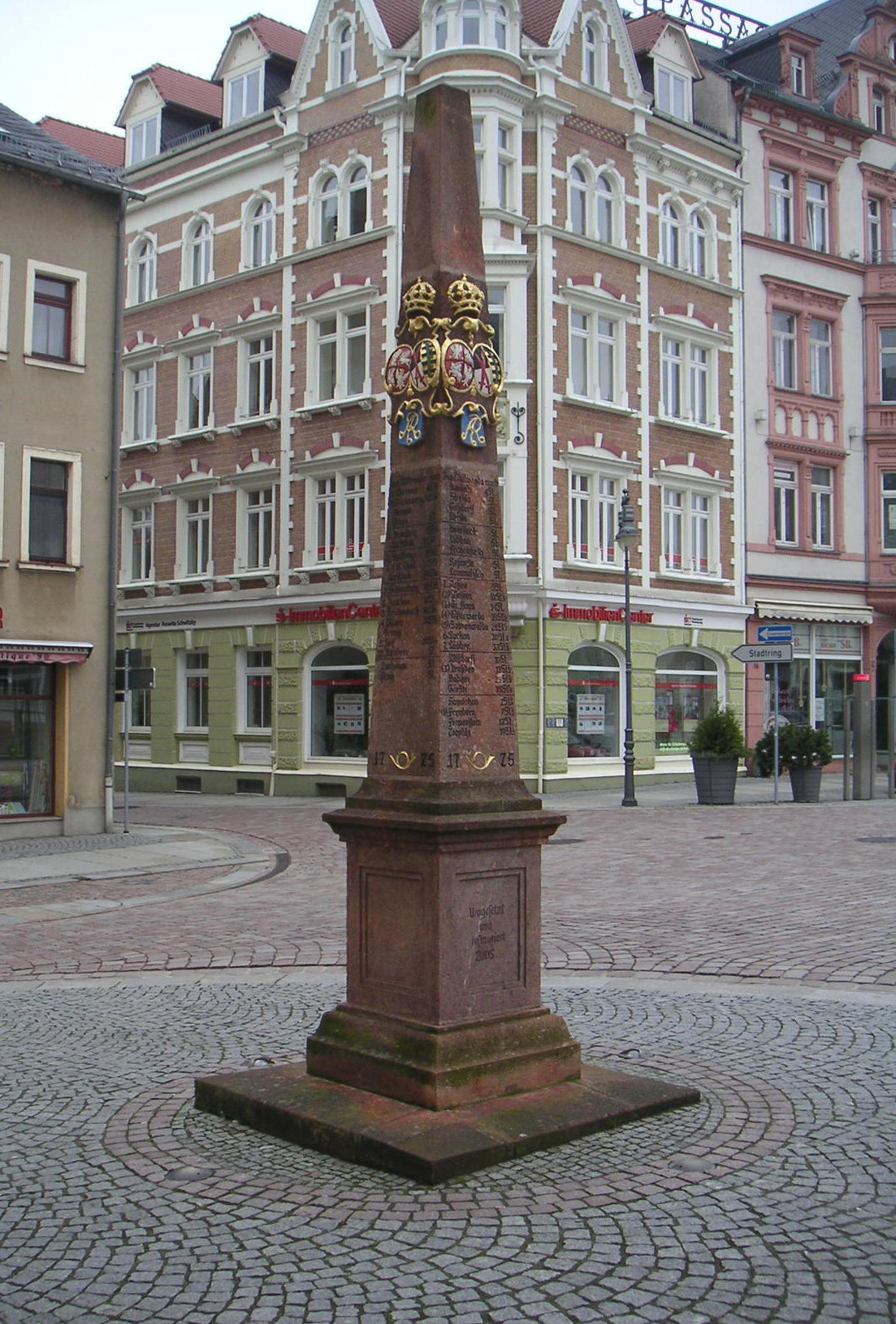
Postmeilensäule in Mittweida von 1725
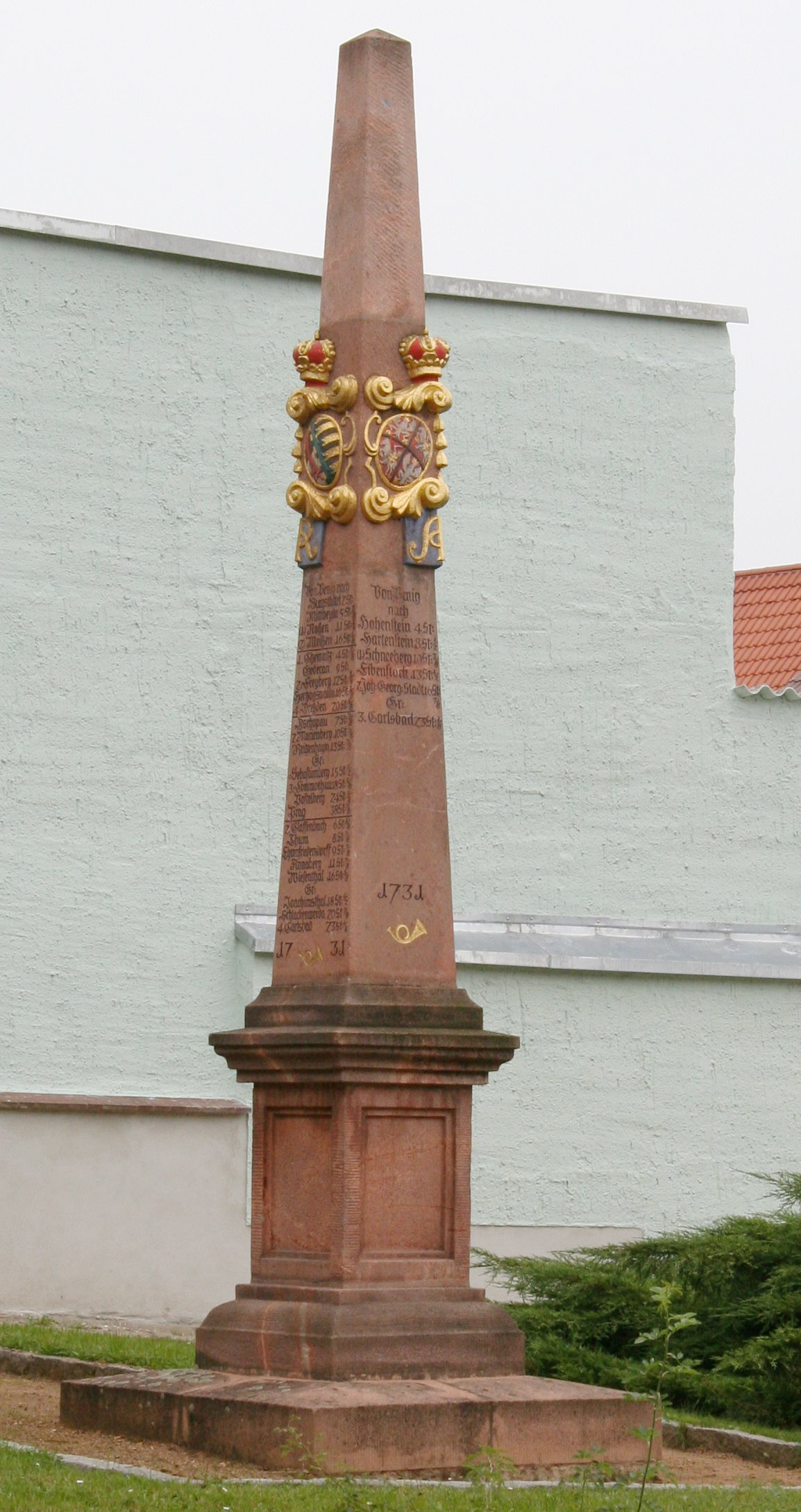
Postmeilensäule in Penig
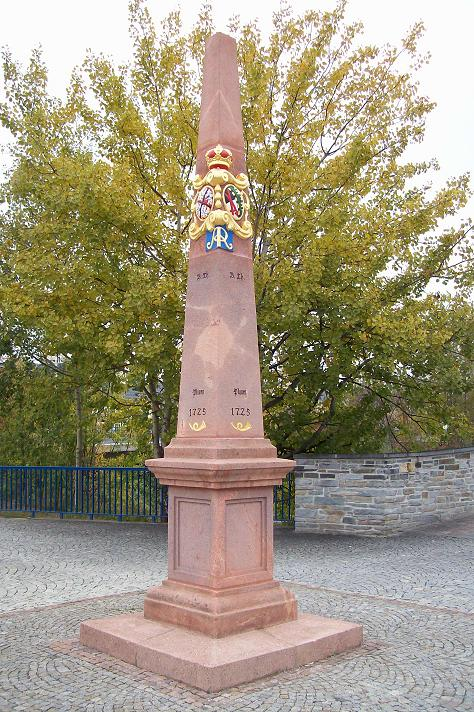
Postmeilensäule in Plauen
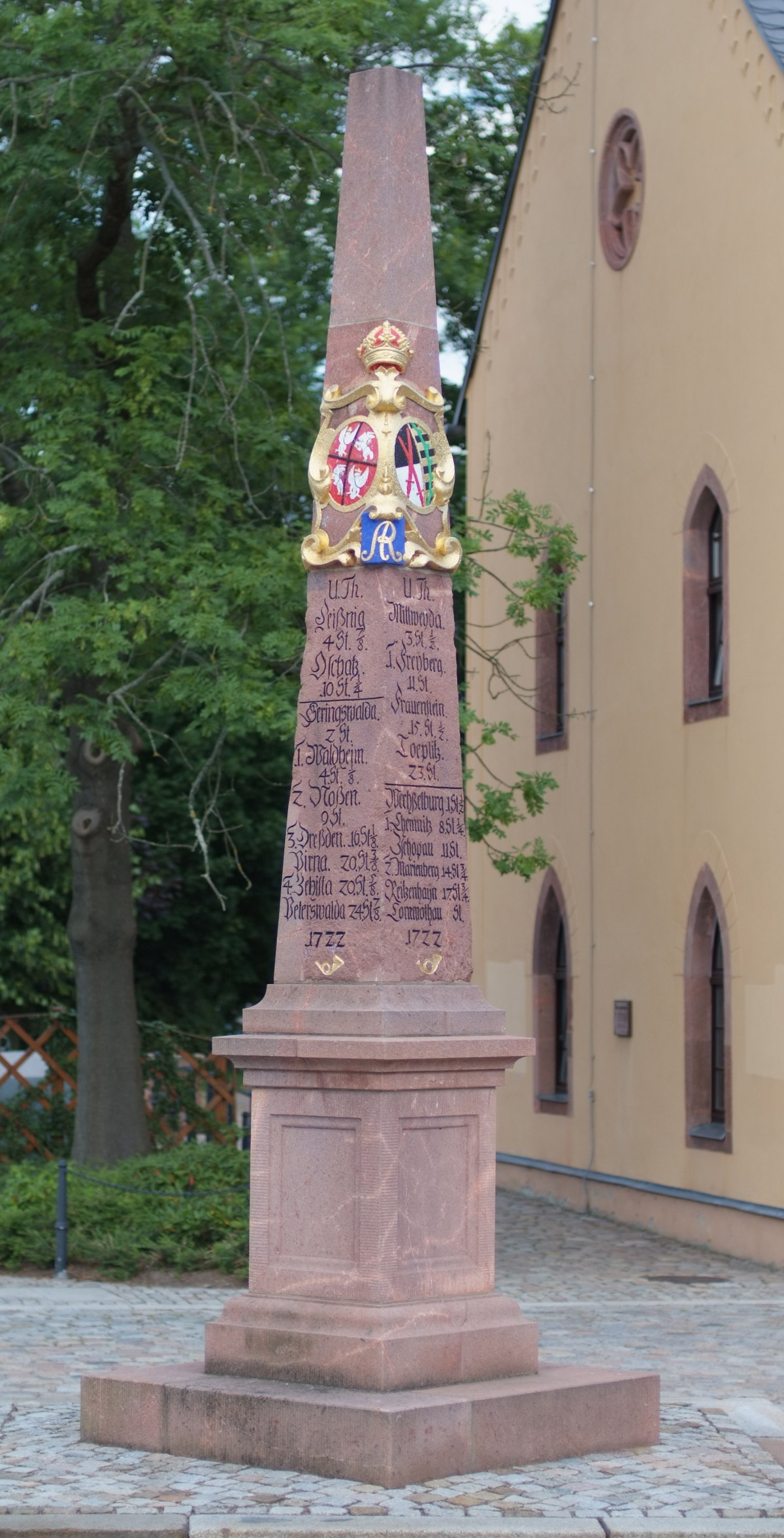
Postmeilensäule in Rochlitz
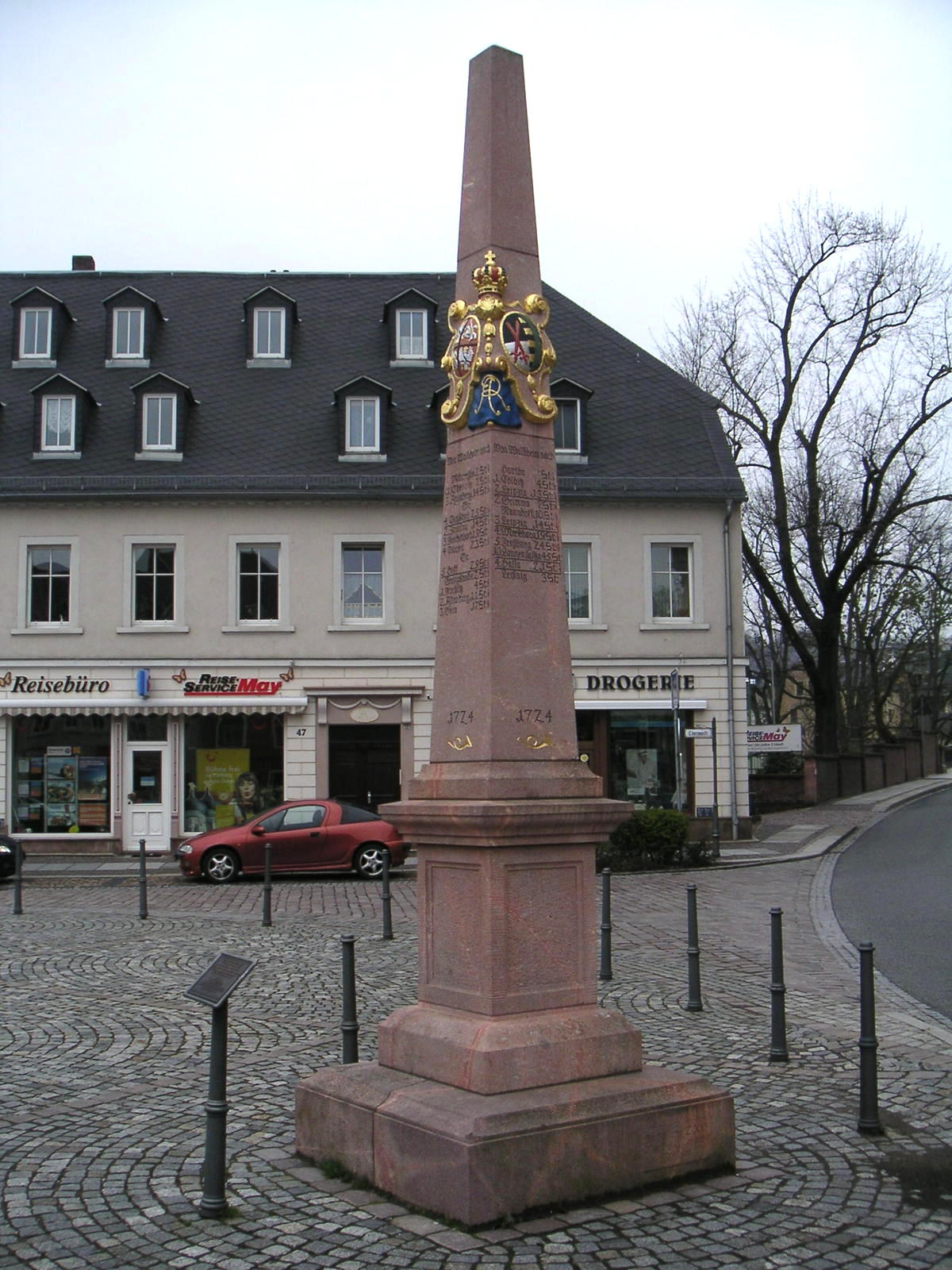
Postmeilensäule in Waldheim
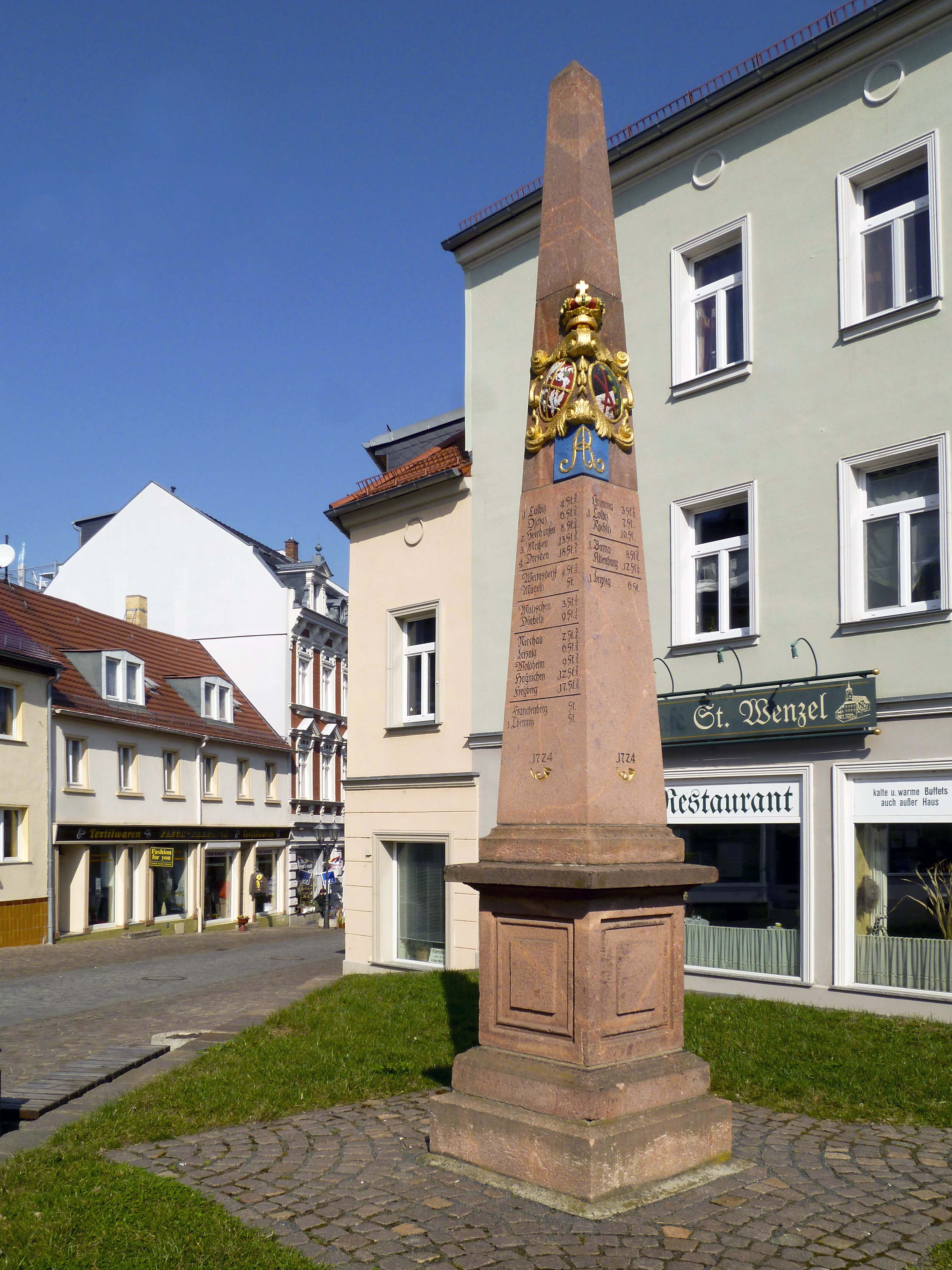
Postmeilensäule in Wurzen

### Weitere Verwendung
Ende der 1990er Jahre wurde die Produktpalette der Vereinigten Porphyrbrüche erweitert.

## Galerie zum Abbau

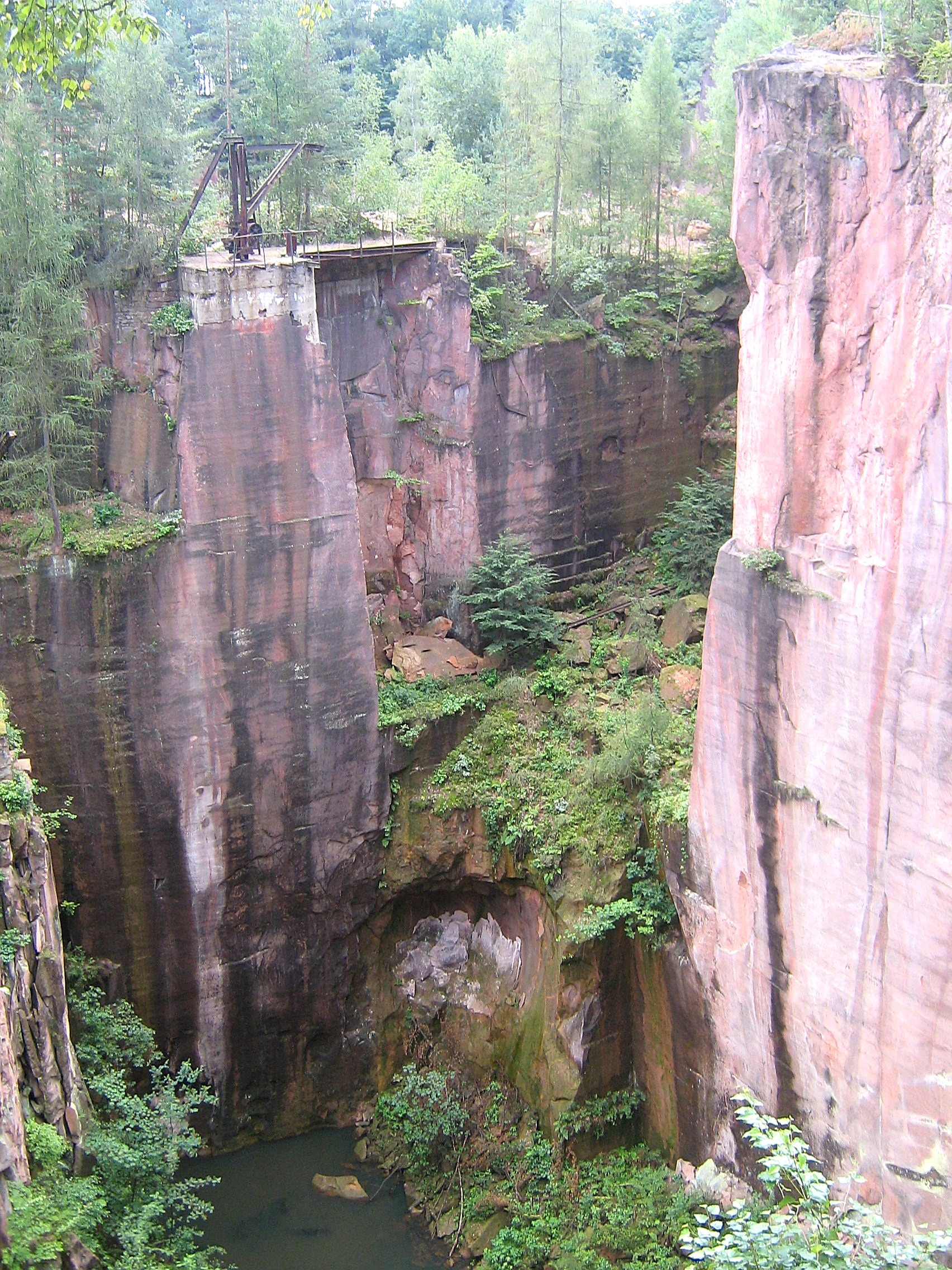
Blick in einen Steinbruch am Rochlitzer Berg
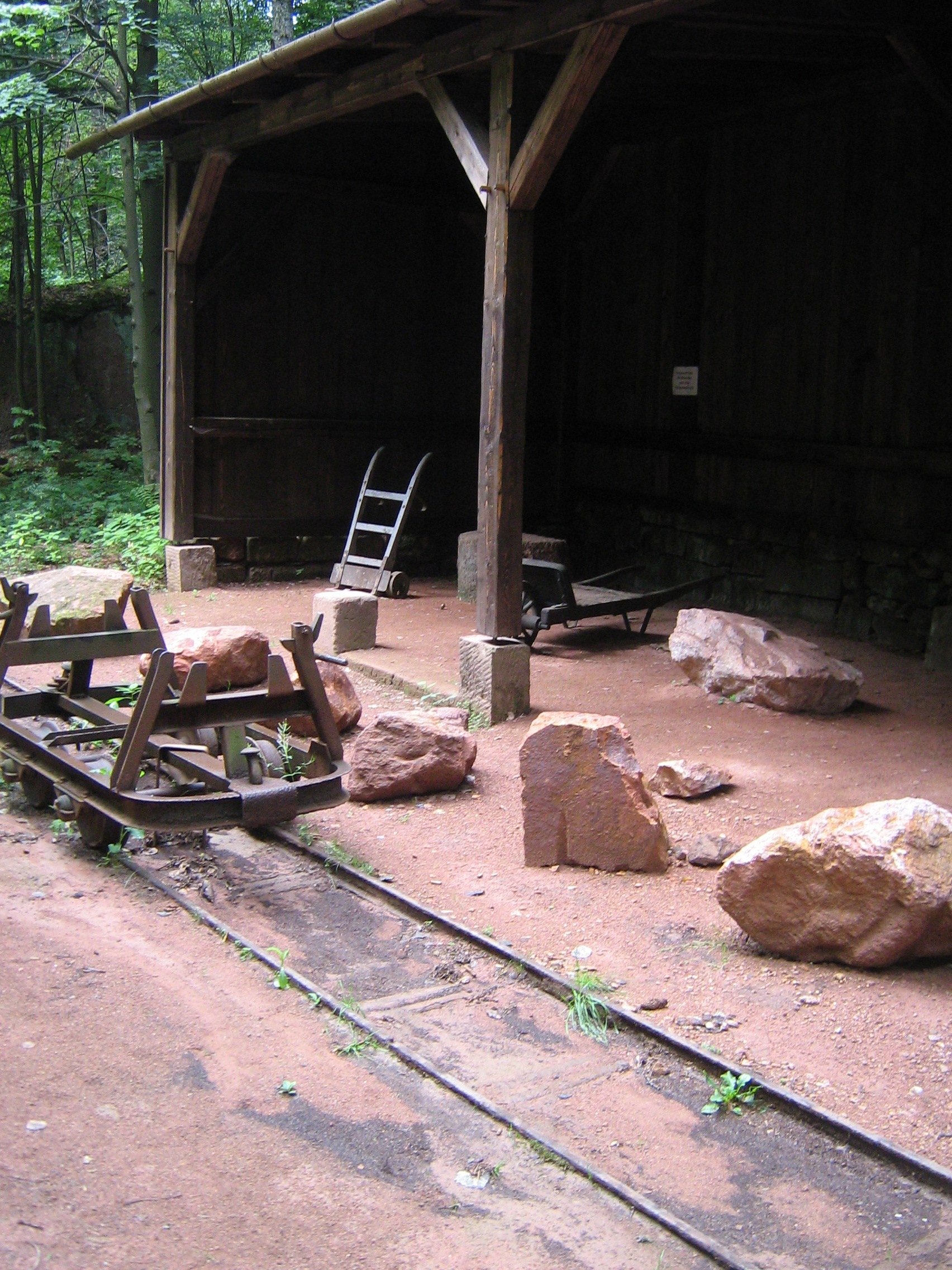
Schaustand am Porphyrlehrpfad am Rochlitzer Berg
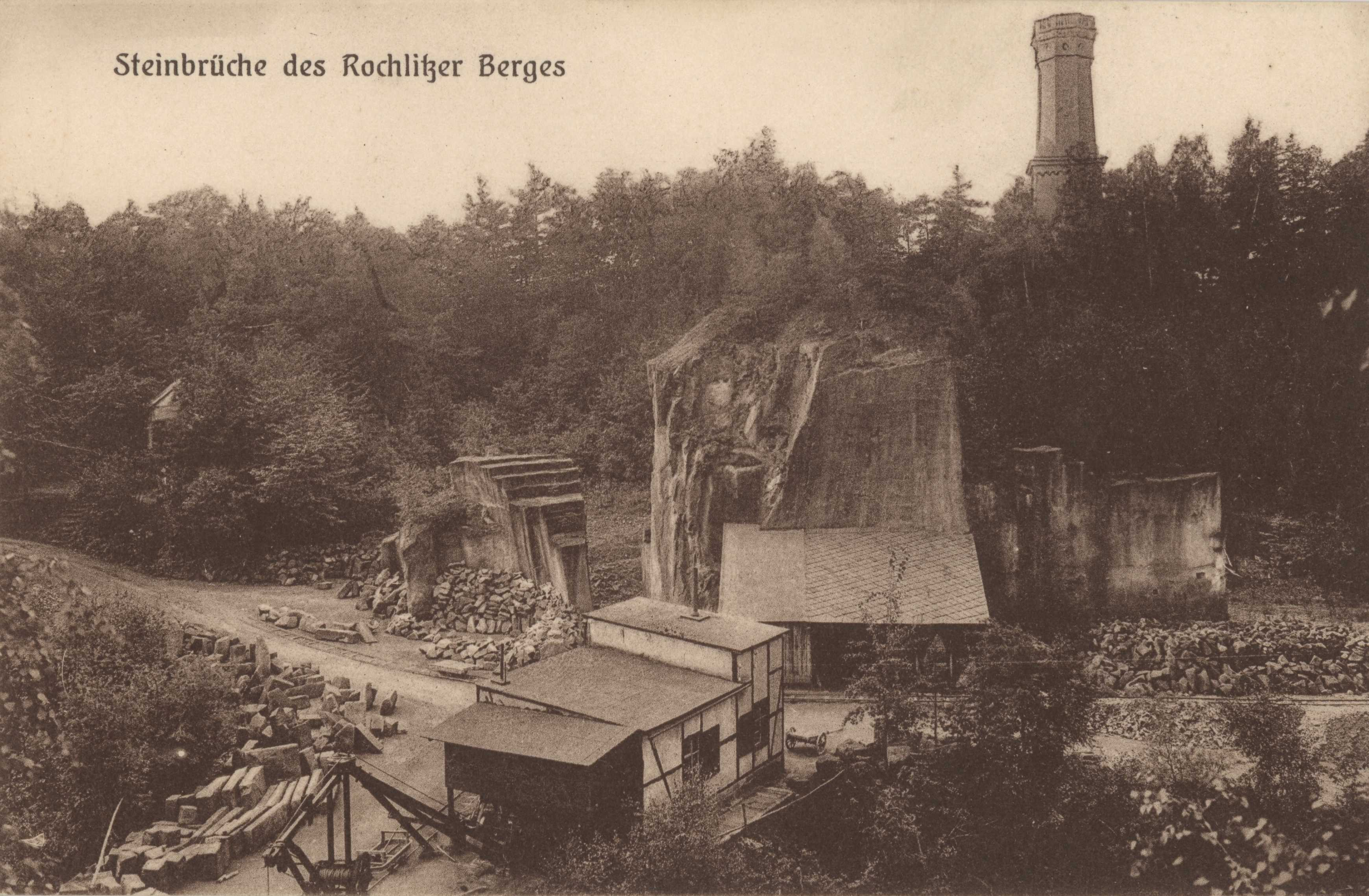
Steinbruch um 1915, links ein Derrickkran zum Heben der Rohblöcke
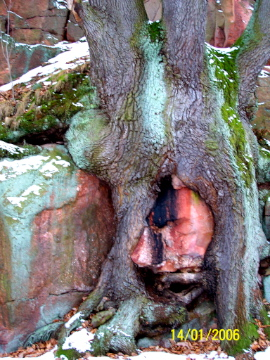
Baum im Steinbruch